# Paul Jamot
Pour les articles homonymes, voir Jamot.
Paul Jamot, né le 22 décembre 1863 à Paris et mort le 13 décembre 1939 à Villerville (Calvados), est un conservateur, archéologue, collectionneur, critique d’art et peintre. Il côtoie les grands artistes de son temps – tels que Maurice Denis – et se rapproche progressivement de l’Église dans les dernières années de son existence.
Bien qu'étant né à Paris et qu’y ayant effectué une grande partie de sa carrière, Paul Jamot reste très attaché à la ville d’origine de sa famille, Reims, où une place porte son nom. Celui-ci exerce ainsi un rôle important dans la vie culturelle rémoise – au musée des beaux-arts de Reims en particulier –, après une carrière de plusieurs dizaines d’années au musée du Louvre.
Paul Jamot laisse à la postérité une importante production littéraire, à la fois critique et poétique. Par ailleurs, de nombreuses œuvres peintes ou collectionnées par ce dernier se trouvent aujourd'hui réparties dans plusieurs musées français, dont le musée du Louvre, le musée d'Orsay et le musée des beaux-arts de Reims.

## Jeunesse

### Enfance et adolescence
Paul Jamot naît le 22 décembre 1863 dans le 3e arrondissement de Paris. Issu d’une famille rémoise, il est le fils du négociant Auguste Eugène Jamot et de Clémentine David.
Paul Jamot grandit entre Reims et Paris. Dès son enfance, il se plaît à lire, sur le linteau du grand portail de la cathédrale Notre-Dame de Reims, les capitales romaines de la dédicace. À Paris, il fait ses études au collège Sainte-Barbe puis au lycée Louis-le-Grand.

### Formation
À vingt et un ans, Paul Jamot intègre l’École normale supérieure, où il retrouve Étienne Michon, qu’il connut au lycée Louis-le-Grand. Paul Jamot y fréquente également le philosophe et germaniste Charles Andler, l’helléniste et historien politique Victor Bérard, l’historien géographe Émile-Félix Gautier, ainsi que l’historien du Moyen Âge Édouard Jordan. Licencié ès lettres en 1885, il obtient l’agrégation de Lettres en 1887. Toutefois, ce n’est que bien plus tard que Paul Jamot prend goût aux conférences, dans le cadre de la Société de Saint-Jean pour le développement de l'art chrétien ou de conférences données à l’étranger. Au sortir de l’École Normale Supérieure, en 1887, Paul Jamot devient membre de l’École française d'Athènes.

### Missions archéologiques
Paul Jamot joue un rôle majeur dans l'archéologie classique à la fin du XIXe siècle. Il séjourne à l'École française d'Athènes de 1887 à 1891. Il y dirige plusieurs campagnes de fouilles, notamment en Argolide, en Thessalie, en Béotie, dans la vallée du Permessos, sur l'Hélicon, et dans l'antique Thespies.

#### Fouilles du Val des Muses à Thespies
Entre 1888 et 1891, Paul Jamot entreprend deux campagnes de fouilles dans le but de rechercher des monuments liés au culte des Muses Héliconiennes. L'archéologue y met notamment au jour un autel consacré aux Muses, les ruines du théâtre du sanctuaire et deux blocs appartenants à la base des Muses, dans l'église Hagia Trias. Ces découvertes, bien que sur un site en mauvais état de conservation, ont permis d'enrichir la connaissance des cultes locaux et du rôle des Muses dans la mythologie grecque antique.
Jamot a publié ses résultats de fouilles dans différents numéros du Bulletin de correspondance hellénique. Il y étudie notamment un fragment de statue en bronze ainsi qu'une stèle votive.

## Carrière muséale

### Activités au département des Antiquités orientales et de la céramique antique du musée du Louvre
Paul Jamot débute au musée du Louvre en 1890 en tant qu’attaché de conservation au département des Antiquités orientales et de la céramique antique. En 1902, il est nommé conservateur adjoint au sein du même département.
Il y travaille en collaboration avec le conservateur Edmond Pottier ainsi qu’avec Léon Heuzey. Son rôle exact est impossible à saisir complètement en raison d’absence d’archives concernant cette période de sa carrière. Nous savons cependant qu’il procède notamment au recollement et à la mise en ordre des objets en céramique. En parallèle, Jamot fait preuve d’une grande rigueur scientifique et mène des travaux de recherche sur certaines œuvres « monuments » des collections. En 1893, par exemple, il publie ses travaux sur la Minerve à la Ciste. Son étude approfondie de la statue conservée au musée du Louvre permet d'inscrire la sculpture dans la tradition des figures pacifiques d'Athéna.
L'année suivante, l'archéologue français entre en confrontation avec son homologue allemand Adolf Furtwängler sur l'identification de l'Athéna Lemnia. La statue est attribuée à Phidias et décrite par Pausanias et Lucien. Fürtwangler pense en avoir retrouvé une copie, en associant un buste de femme du musée de Dresde à une tête antique conservée à Bologne. Jamot conteste toutefois cette hypothèse, en démontrant que l'assemblage proposé n'est pas justifié par les sources textuelles disponibles. Il précise également que l'Athéna Lemnia correspond à un type iconographique de Minerve pacifique dont la Minerve à la Ciste du Louvre est un autre exemple.

Par ailleurs, son approche comparative de l'iconographie antique lui a permis d'établir des parallèles entre différentes œuvres sculpturales et picturales de l'Antiquité grecque, ce qui constitue une avancée importante dans l'étude des types statuaires. Ses recherches sur le type de la Vénus pudique et de la Vénus à la coquille lui ont permis d'analyser les évolutions stylistiques et influences culturelles qui ont façonné ces représentations. 

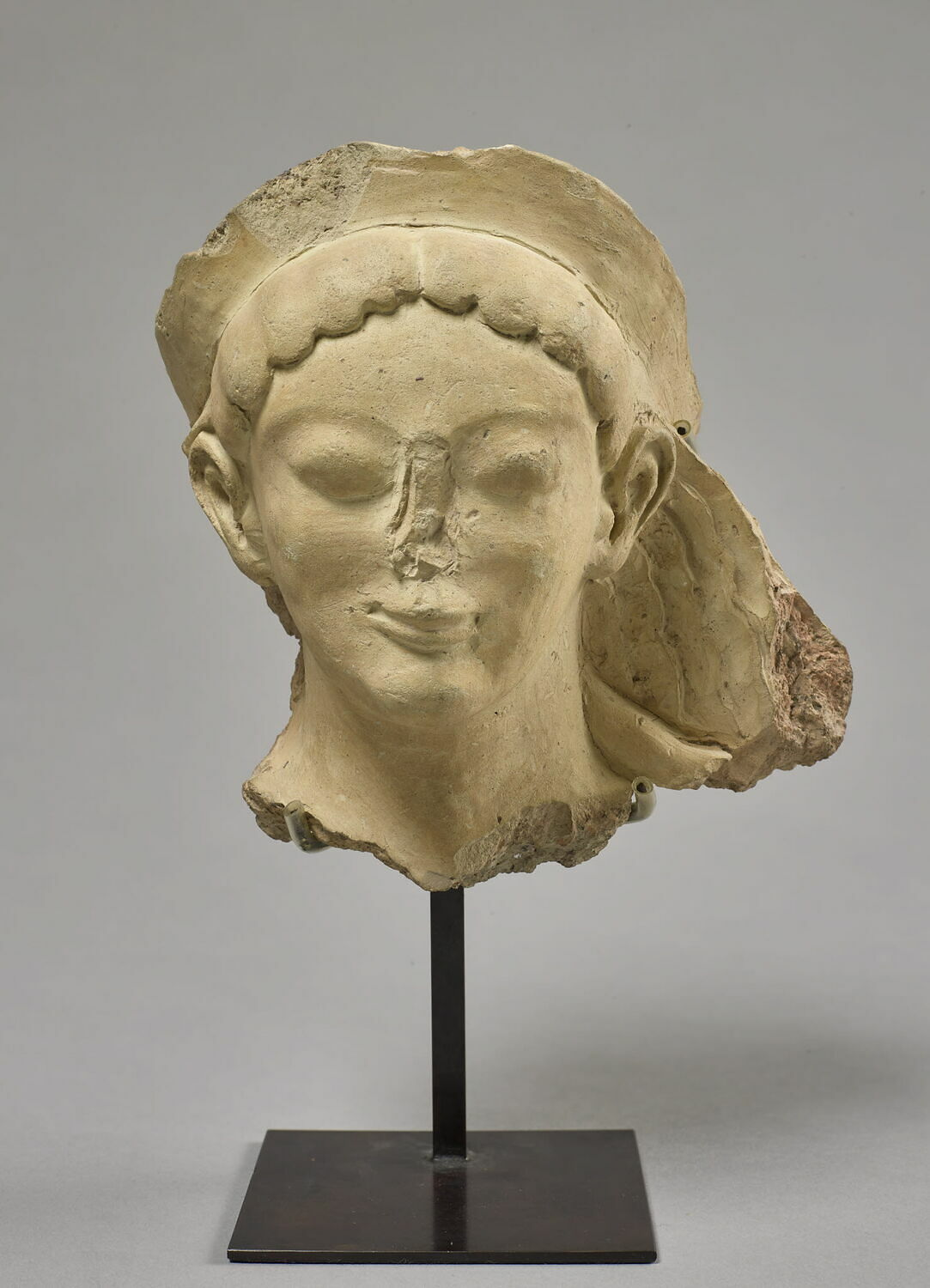
Figurine acrotère en terre cuite étudiée par Paul Jamot, conservée au Musée du Louvre.
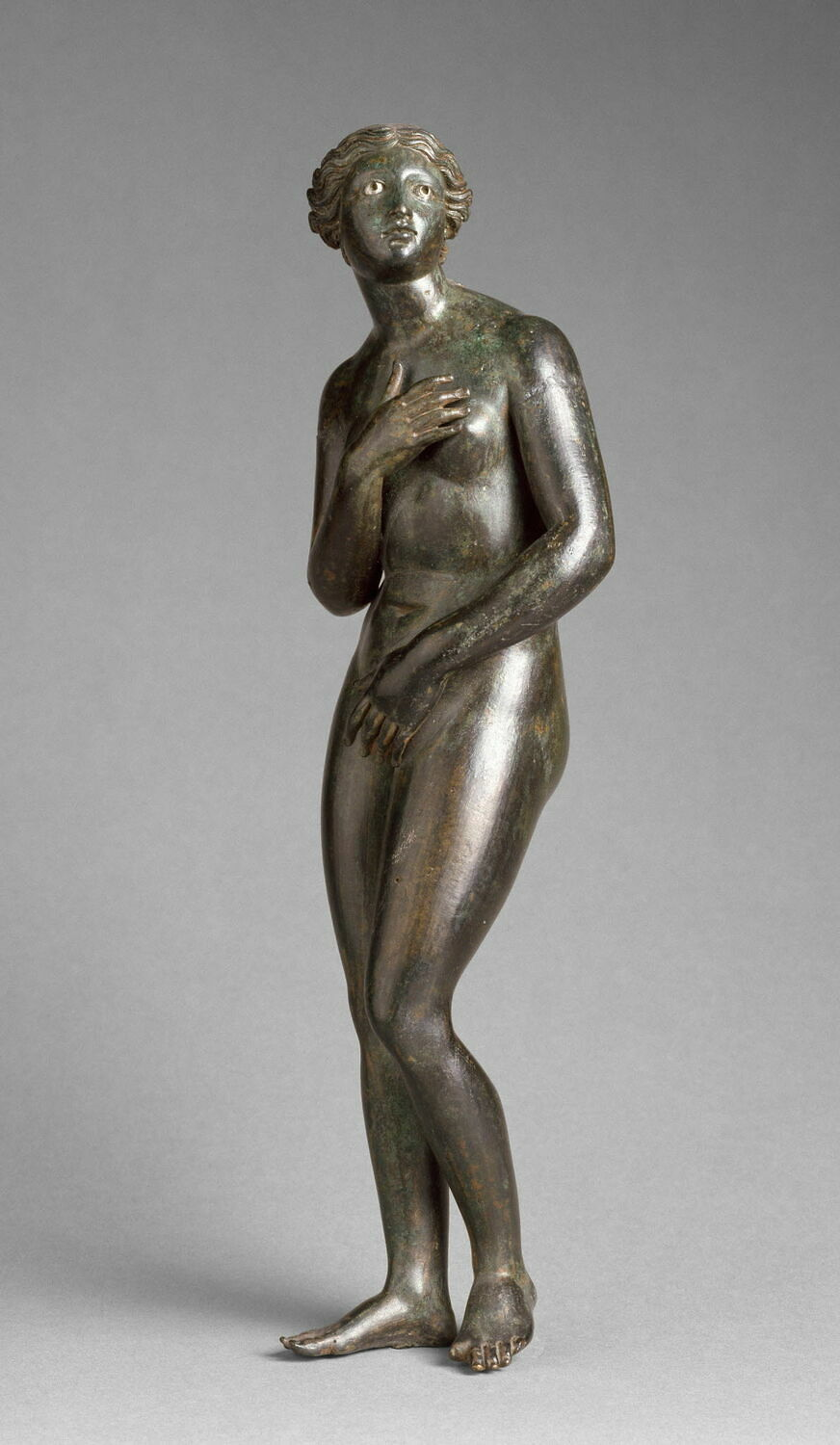
Statuette en bronze de la Vénus Pudique étudiée par Paul Jamot, conservée au Musée du Louvre.

Il analyse ainsi une statuette en bronze de Vénus conservée au musée du Louvre, qu'il utilise pour définir la typologie des Vénus pudiques, qu'il caractérise comme une création de l'époque hellénistique, « une sorte de variante d'un original antérieur, la fameuse Aphrodite que Praxitèle sculpta pour les Cnidiens ». De la même manière, il raisonne sur une tête archaïque en terre cuite du Louvre, découverte en Sicile. Il tente dans son article d'en expliquer la fonction, le style ainsi que la technique.
Jamot s'attache également à l'étude des conditions matérielles de production des œuvres, en s'intéressant aux matériaux, aux techniques de sculpture et aux traces d'outils observables sur les pièces conservées. Il étudie ainsi les célèbres terres cuites de Tanagra dans un article publié dans le Bulletin de Correspondance Hellénique, où il analyse deux types de figurines conservées au musée du Louvre. Il y observe avec précision les techniques utilisées et les évolutions stylistiques, tout en comparant les figurines du musée du Louvre avec celles d'autres musées, notamment celui d'Athènes. Paul Jamot se distingue par sa rigueur scientifique et son souci de contextualisation historique des œuvres. Il s'attache ainsi à comprendre les conditions matérielles de production des artefacts qu'il étudie.

### Sauvegarde des collections pendant la Grande Guerre
Paul Jamot se trouve toujours au département des Antiquités orientales et de la céramique antique du musée du Louvre lorsque lui est confiée la mission de superviser l’évacuation des collections nationales pendant la Grande Guerre, celles du musée du Louvre au premier chef. Face à l’impossibilité pour Paul Leprieur – conservateur au département des Peintures, des dessins et de la chalcographie – de convoyer et de surveiller les œuvres du musée du Louvre à Toulouse, Paul Jamot est en effet chargé de le remplacer. Celui-ci est alors nommé délégué des musées nationaux à Toulouse. Accepter cette tâche est pour lui une manière de servir la France, son âge – Paul Jamot a alors cinquante et un ans – ne lui permettant plus de porter les armes. Paul Jamot s’acquitte avec une grande conscience de son devoir, ce dont Edmond Pottier rend témoignage à l’issue du conflit :
Sa faction dura quatre ans et fut accomplie avec la rigidité d’un soldat qui ne quitte pas son poste, même au détriment de sa santé.
En raison de son dévouement, mais aussi des conditions difficiles auxquelles il est soumis – l’église des Jacobins de Toulouse, où le dépôt des œuvres est aménagé, n’étant pas chauffée par crainte des incendies –, Paul Jamot finit en effet par tomber malade en 1918. Sa détermination à protéger les collections nationales semble être le reflet de son patriotisme, mais aussi de ses origines rémoises : comme l’ensemble des intellectuels de son temps, Paul Jamot est très affecté par la destruction de la cathédrale de Reims en septembre 1914.
Toutefois, Paul Jamot ne mène pas cette mission seul. Le dépôt des collections est en effet placé sous la responsabilité de l’administrateur du Mobilier national. Paul Jamot partage ainsi la charge de la garde des œuvres avec Pol Louis Neveux, inspecteur général des bibliothèques et suppléant de l’administrateur du Mobilier national. À l’exception de quelques brèves interruptions, tous deux assurent la sécurité des lieux jusqu’au retour des collections, en 1919.
Le conflit initialement pensé bref finit en effet par se prolonger. En 1915, Paul Jamot et Paul Leprieur – venu pour l’occasion – procèdent ainsi au contrôle des wagons abritant les œuvres d’art et à la réfection des emballages qui avaient été effectués dans l’urgence en 1914. Ces opérations aussitôt terminées, une polémique émerge autour des collections du musée du Louvre. Alors que des édiles toulousains sollicitent de l’administration centrale l’organisation d’une exposition d’une vingtaine de chefs-d’œuvre du musée, Paul Jamot est de ceux qui s’opposent fermement à ce projet. Un tel programme impliquerait en effet de défaire le travail minutieux de classement et de conservation récemment achevé, tout en mettant les collections en danger. La position défendue par Paul Jamot obtient finalement gain de cause après une année de débats dans la presse. Le public toulousain peut bénéficier d’une présentation de tapisseries et de meubles appartenant au Mobilier national, mais les collections du musée du Louvre sont maintenues à l’abri dans leur dépôt.
Entre 1916 et 1918, les collections nationales sont rejointes par quelques caisses issues des musées de province, qui avaient préalablement transité par le musée du Louvre. Les collections rémoises font partie de ces rares œuvres « dignes de voisiner avec le Louvre dans la chapelle des Jacobins », selon les propres termes de Paul Jamot. Malgré ce nouveau transbordement, les œuvres parviennent en bon état, comme le souligne Paul Jamot : « les tableaux ont très bien supporté le voyage et la réclusion. Vu les conditions dans lesquelles les caisses furent fabriquées, surtout celles de Reims, on ne peut que féliciter les municipalités de ces villes si éprouvées par la guerre du soin apporté à leurs emballages ».

Au mois de mai 1918, après la mort accidentelle de Paul Leprieur, Paul Jamot est rappelé à Paris, où il prend l’intérim du département des peintures du musée du Louvre et opère une nouvelle évacuation d’œuvres d’art en direction de Toulouse et de Blois. Néanmoins, en raison de la pénurie des matières premières, un bois trop vert est utilisé pour confectionner les caisses, tandis que la fibre de bois et la ouate sont remplacées par de la paille et du foin, entraînant ainsi la décomposition d’un certain nombre d’emballages. Découvrant la situation à l’odeur, Paul Jamot et Pol Louis Neveux procèdent en urgence à la vérification générale du dépôt toulousain. Les dégâts constatés sont finalement minimes.

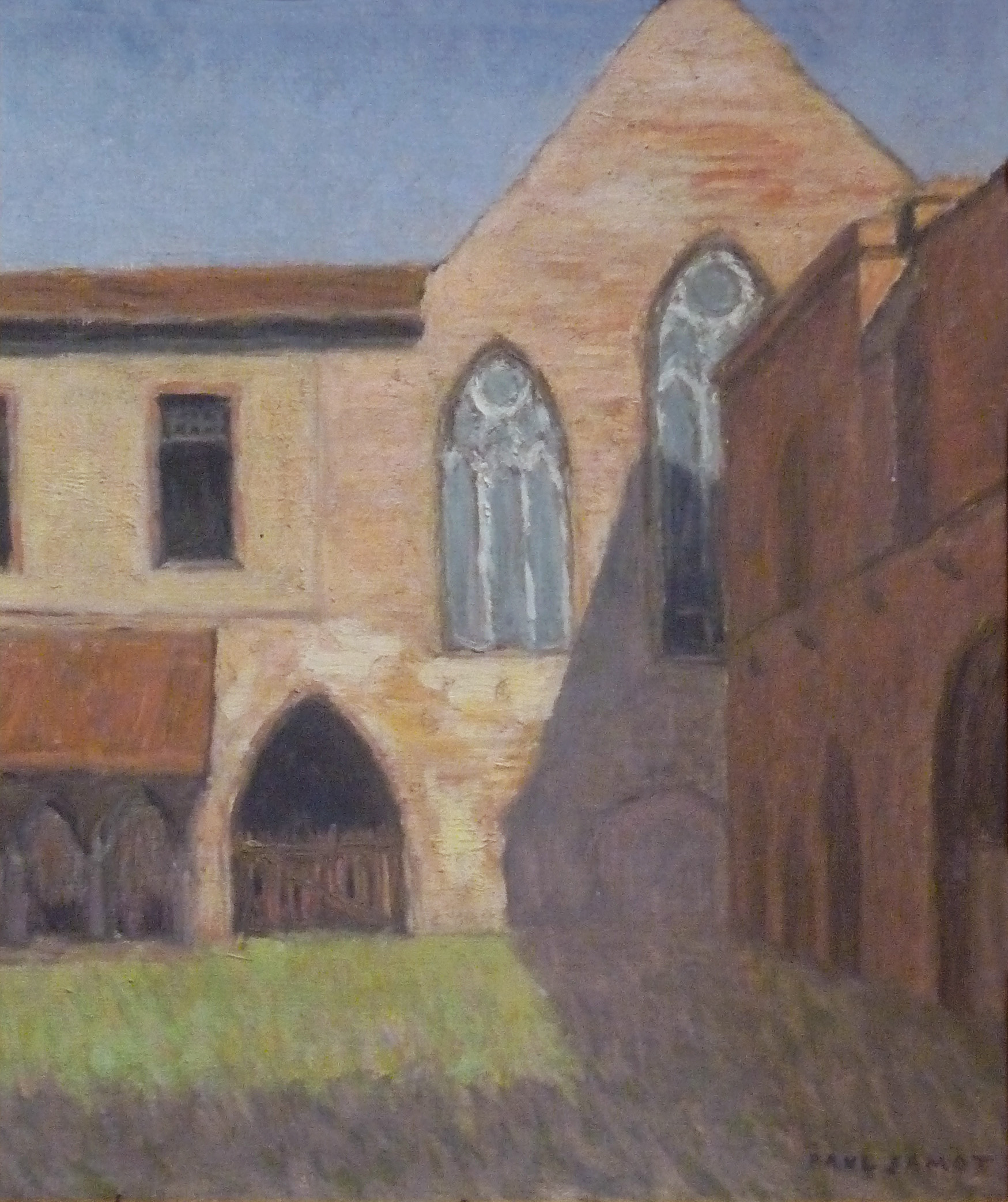
Le Cloître des Jacobins (Toulouse), peint par Paul Jamot pendant la Première Guerre mondiale.

En septembre 1918, alors qu’une commission militaire cherche à réduire les effectifs, Paul Jamot lutte pour que le poste affecté à l’église des Jacobins ne soit pas fermé et obtient de conserver quatre sentinelles.
Tout au long du conflit, Paul Jamot s’attache également à dépeindre l’église des Jacobins et les wagons de stockage des œuvres, en alliant à la documentation historique un témoignage sensible et une part de symbolisme.
Ultime mission du temps de guerre, Paul Jamot dirige le retour des œuvres entreposées à Toulouse et participe, après la guerre, à la réinstallation des peintures du musée du Louvre. Années d’isolement et de repli en présence des collections nationales, le premier conflit mondial constitue également une période charnière pour Paul Jamot, qui intègre le département des Peintures, des dessins et de la chalcographie comme conservateur adjoint en 1919. La proximité avec les œuvres d’art dont il a pu bénéficier pendant de longs mois lui a permis de redécouvrir les toiles des maîtres et a fait naître en lui un nouveau regard.

### Activités au département des Peintures du musée du Louvre
Paul Jamot est d’abord nommé conservateur-adjoint en 1919 à la demande de Jean Guiffrey. C’est en 1934 qu’il est appointé conservateur en chef, alors âgé de 70 ans et pour deux ans seulement. Paul Jamot travaille en étroite collaboration avec René Huyghe (nommé conservateur-adjoint en 1930), Pie Raymond Régamey ainsi qu’avec Jean Guiffrey.

#### Remaniement des œuvres
Avant la réouverture de la Grande Galerie au public en 1920, Paul Jamot et Jean Guiffrey procèdent à un réaménagement des lieux et à un nouvel accrochage des œuvres. Inspirés par la muséologie allemande moderne, surtout par ce qu’il se fait à l’Alte Pinakothek de Munich, ils prennent le parti-pris de sortir les chefs-d’œuvre du Salon Carré. Auparavant tous exposés dans une même salle, dans un accrochage très dense, dit « à touche-touche », les tableaux du Salon Carré sont désormais répartis au sein des collections. Les œuvres sont à présent aérées les unes des autres, pour un accrochage unilinéaire. Ils choisissent d’exposer La Joconde dans la Grande Galerie, où elle jouit néanmoins d’un dispositif particulier appelé la Tribune. La Salle des États passe par un réaménagement similaire avant son inauguration en 1921. Elle accueille entre autres L’Enterrement à Ornans et L’Atelier, deux œuvres capitales de Courbet, aujourd’hui conservées au musée d'Orsay. Ce renouveau suscite de nombreuses critiques par leurs contemporains. Ils sont accusés d’avoir dénaturé le Salon Carré.
Henri Verne, directeur des Musées nationaux, décide en 1926 de réformes fondamentales ainsi que d’une vaste campagne de travaux élaborée avec Jacques Jaujard concernant le musée du Louvre. Au département des Peintures, ces réformes se traduisent par une extension de salles d’exposition et un réaménagement des combles afin d’y intégrer un atelier de restauration et d’entretien des œuvres.
Paul Jamot est alors appelé pour opérer au remaniement des œuvres italiennes du début de la Renaissance. Il dispose ainsi les primitifs dans les trois salles qui prolongent l’architecture de l’escalier Daru, soit la Galerie des Sept Mètres, la salle Percier et la salle Duchâtel. Ce plan de réorganisation ne serait pas le sien mais celui de Guiffrey. Toutefois, Paul Jamot est un des principaux acteurs de la redécouverte des peintres primitifs italiens et français. Il défend l’hypothèse d’une transmission culturelle entre l’Italie, les Flandres, l’Espagne et la France, employant pour cela la métaphore des Fleuves (déjà choisie avant lui par Hippolyte Taine).

#### Enrichissement des collections
Paul Jamot revendique un art national, un esprit français dans la peinture qui se perpétue sans rupture depuis les primitifs. Ses vues sont manifestées par sa plume mais surtout par sa politique d’acquisition en tant que conservateur-adjoint puis conservateur au département des Peintures. Il demande presque exclusivement l’achat de peintures françaises, qu’il juge essentielles pour prouver la tradition d’une histoire de l’art français. En tant que conservateur-adjoint, Paul Jamot permet l’acquisition de tableaux comme L'Atelier du peintre par Courbet en 1920, La Mort de Sardanapale par Delacroix en 1922, l'Adoration des Bergers de Georges de La Tour en 1926 ou encore La Cène des frères Le Nain en 1929. En tant que conservateur en chef entre 1934 et 1936, il fait entrer dans les collections du musée du Louvre un Portrait d’homme âgé par Fabritius Carel, un Portrait d’Henri III par Quesnel, un tableau de l’école d’Avignon daté de la fin du XVe siècle ainsi que deux Vierges, dont une réalisée par le Maître de Saint Gilles au XVe siècle. Même à la retraite, Paul Jamot continue d’influer sur les acquisitions du Département des Peintures puisque c’est son étude des fresques de Sorgues publiée en 1938 (pour Monuments et mémoires de la Fondation Eugène Piot) qui donne l’impulsion de leur achat par le musée en 1939.

#### Commissariat d'expositions
Durant les années 1930, Paul Jamot organise de nombreuses expositions, surtout pour les musées de l’Orangerie et du Petit Palais.
Parmi elles, l’exposition « Les Peintres de la réalité en France au XVIIe siècle », présentée au musée du Petit-Palais en 1934, fait date. Elle constitue en quelque sorte l’aboutissement des recherches de Jamot. Il y expose le fameux « génie français », fil rouge de l’histoire de l’art français qu’il cherchait à réhabiliter, et montre le mouvement réaliste français dans toute son ampleur. Cette exposition est l’opportunité de faire lumière sur les frères Le Nain, mais surtout sur le peintre Georges de La Tour, alors méconnu et dont onze tableaux sont réunis pour l’occasion.
Paul Jamot joue également un rôle majeur dans la reconnaissance institutionnelle des peintres impressionnistes, dont il expose les œuvres au sein des collections nationales et donc à l’admiration du grand public. En 1932, il organise à l’occasion du centième anniversaire de Manet une exposition éponyme célébrant le peintre, au musée de l’Orangerie. Jamot consacre Manet comme un classique de la peinture française et déroule ainsi le courant de la réalité qui parcourt l’art français depuis le XVIIe siècle jusqu’au XIXe siècle. L’exposition fait événement : elle réunit 87 peintures, 34 dessins et pastels du peintre, ainsi que des gravures et des lithographies. Le catalogue contient deux préfaces, une rédigée par Jamot, l’autre par Paul Valéry, qui étudiait aussi l’œuvre de Manet.

En 1936, Jamot contribue à l'organisation d'une exposition dédiée à Paul Cézanne au musée de l'Orangerie à Paris. Cette exposition, qui s'est tenue du 20 mai au 19 octobre 1936, a été l'une des premières rétrospectives d'envergure consacrées à Cézanne, mettant en lumière son influence sur l'art moderne. Paul Jamot retrouve dans la peinture de Cézanne une force et une unité qui définissent pour lui l’idéal classique dans la tradition française.

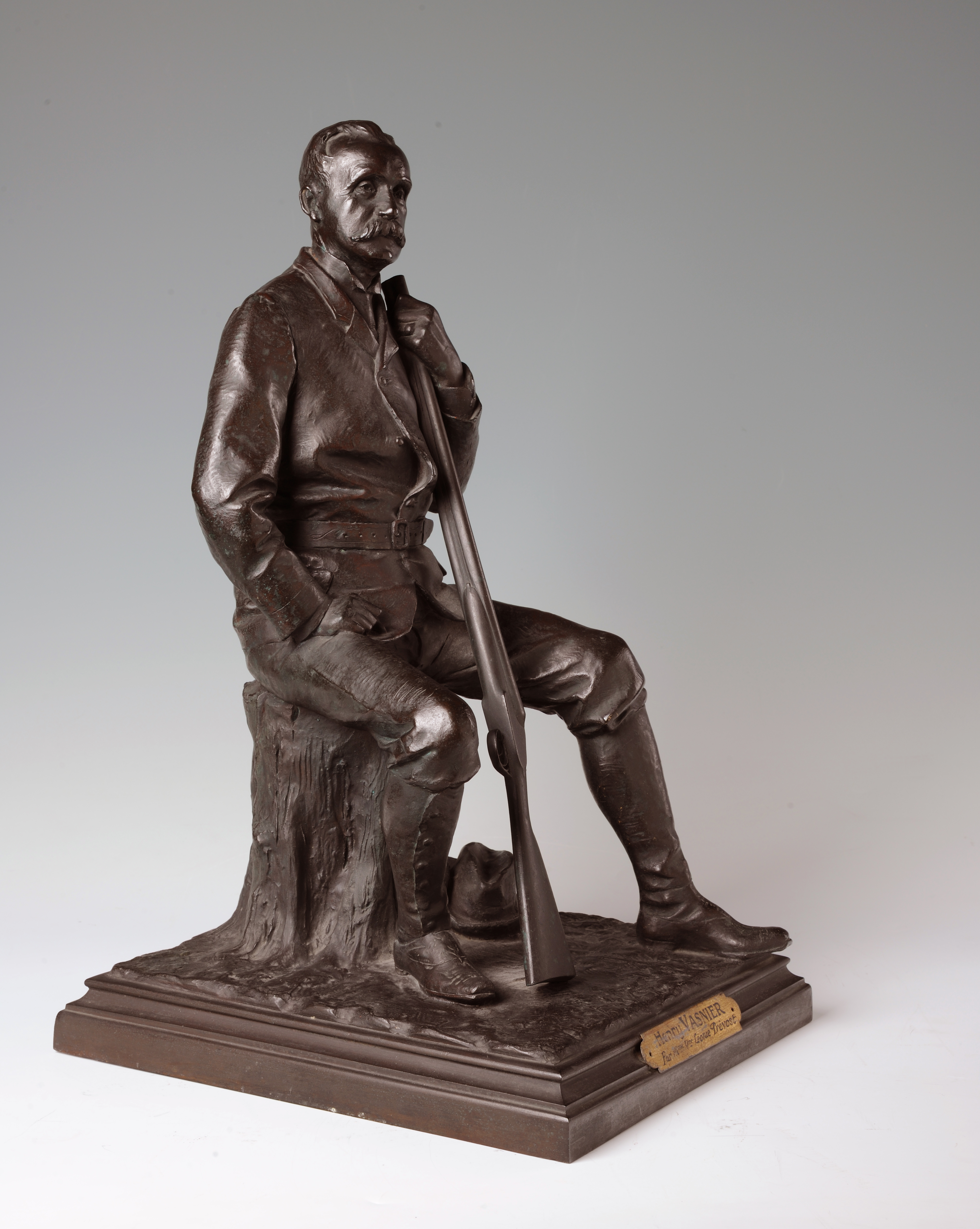
Henry Vasnier, en tenue de chasse par Léonie Prévost, vers 1895, musée des Beaux-Arts de Reims, legs d'Henry Vasnier en 1907.

### Activités au musée des Beaux-Arts de Reims et contribution à la vie artistique de la ville

#### Participation à l'organisation du nouveau musée en 1913
Lorsque Henry Vasnier, collectionneur d'art, négociant en vins de la Maison de champagne Veuve Pommery et membre de la Société des Amis des Arts, décède en 1907, la ville de Reims se voit léguer plus de 600 œuvres et objets d'arts de très grande qualité. Celle-ci contenait des œuvres majeures du XIXe siècle dont les auteurs ne sont plus à présenter : Jean-Baptiste Camille Corot, Alfred Sisley, Eugène Boudin, Gustave Courbet, Eugène Delacroix, Claude Monet ou encore Camille Pissarro. Au regard de la qualité et de la quantité qu'engage ce don, la ville de Reims se doit de repenser le lieu qui l'accueillera. Alors que le musée des Beaux-Arts est installé dans l'Hôtel de Ville depuis 1794, la ville réfléchit à un nouvel espace où l'ensemble des collections pourront s'épanouir. À la suite de la loi de 1905 séparant l'Église et l'Etat, les séminaristes de l'Abbaye de Saint-Denis ont été chassés. La municipalité rémoise décide donc de racheter les lieux en 1908. Alors que les espaces ont jusque là été laissés à l'abandon, les cinq années de travaux qui  suivent font du lieu le nouveau musée des Beaux-Arts de Reims dont l'inauguration a  lieu le 19 octobre 1913 par Raymond Poincaré, président de la République.

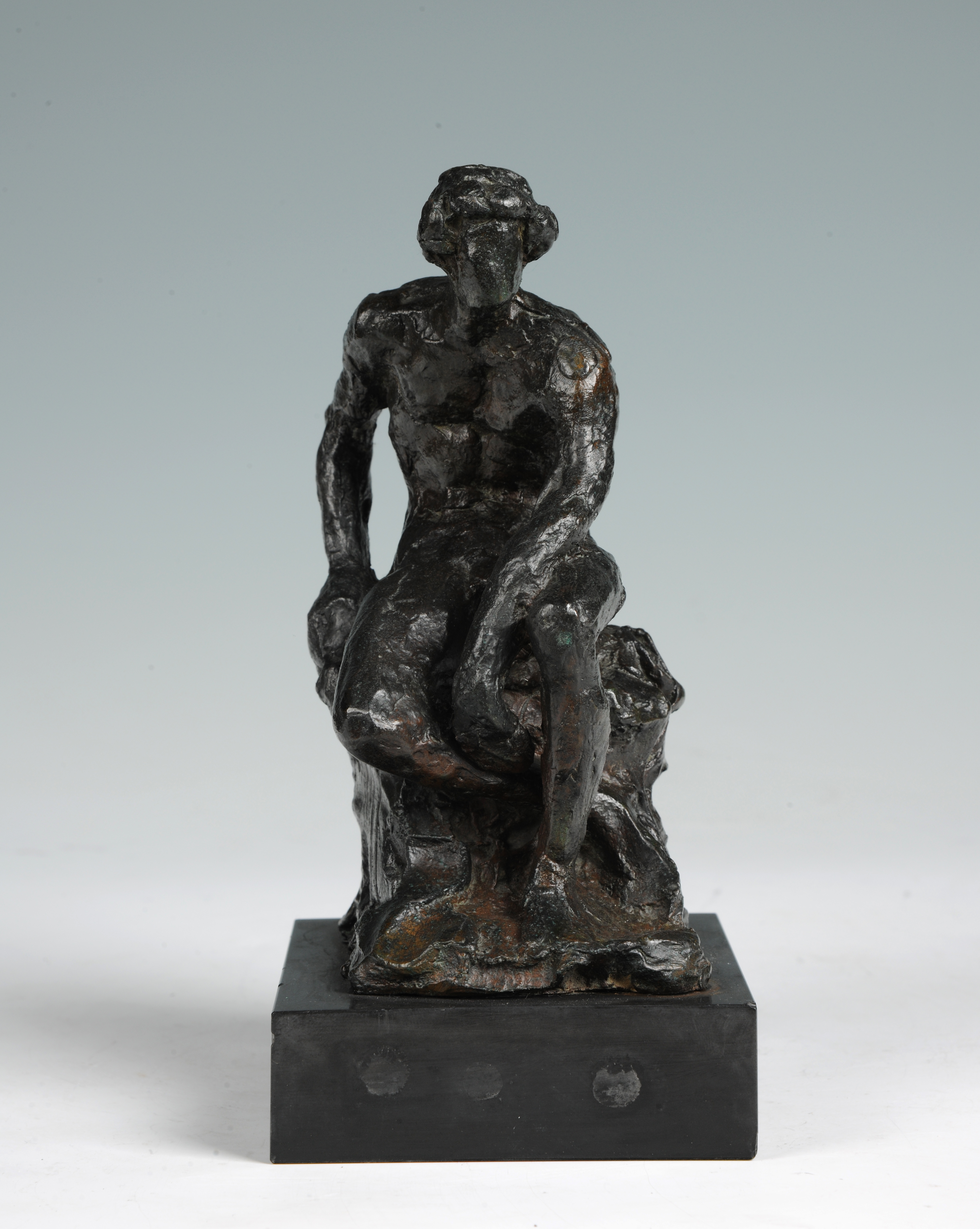
René de Saint-Marceaux, Génie gardant le secret de la tombe, vers 1873, musée des Beaux-Arts de Reims.

Cette même année, Paul Jamot devient alors organisateur des nouvelles salles du musée en collaboration avec la municipalité rémoise. Nombre de correspondances avec le maire de l'époque, Jean-Baptiste Langlet, montre l'implication et l'investissement de Paul Jamot dans l'aménagement des œuvres et des espaces. Le 5 juin 1913, ceux-ci se retrouvent alors à la galerie Georges Petit pour examiner l'ensemble des tableaux et « prendre des résolutions avantageuses pour le musée ». En ce sens, Paul Jamot s'attelle à acquérir sur le marché de l'art des œuvres au nom de la municipalité et du futur musée. Si ces acquisitions se font au nom de la ville et avec ses propres fonds financiers, c'est en la personne de Paul Jamot que le musée place sa confiance pour juger des meilleures affaires de ventes aux enchères publiques et de ventes de gré à gré. Certaines acquisitions échouent, s'élevant au delà des budgets définis en amont, mais Paul Jamot se veut force de proposition et adresse au maire plusieurs projets d'acquisition. Alors que son rôle dans l'organisation du musée se confirme, celui-ci se trouve de plus en plus empêché de se rendre à Reims pour rester auprès de sa femme dont l'état de santé se dégrade. Il reste cependant le conseiller du maire sur la plupart des questions touchant à l'organisation des nouvelles salles du musée. Dans une lettre datant du 1er août 1913, Paul Jamot se dit « bien aise » d'apprendre que trois grandes toiles de Louis Jean François Lagrenée et d'Albert Brenet sont destinées à être placées dans l'escalier. Il dit également estimer le vestibule du rez-de-chaussée comme un très bon emplacement pour le « Secret de la tombe », correspondant à la sculpture Génie gardant le secret de la tombe de René de Saint-Marceaux. Il juge également l'espace de la galerie du rez-de-chaussée comme le plus favorable pour l'ensemble des œuvres sculptées, marbres et plâtres. À la fin du mois, une autre lettre de Paul Jamot précise un peu plus l'organisation des salles du premier étage :
- 1re salle : les anciens (allemands, flamands, hollandais, italiens, français).
- 2e salle : les œuvres du XIXe siècle, notamment celles provenant des dons Warnier et Lundy.
- 3e salle : les tableaux modernes.

Son rôle se conclut avec l'inauguration du nouveau musée le 19 octobre 1913, durant laquelle il se fait le guide du président de la République Raymond Poincaré.
Il devient par la suite le nouveau directeur du Musée des Beaux-Arts de Reims en 1927.

#### Organisation des fêtes inaugurales de la cathédrale de Reims et de l'expositionTrésors de Reims
Le 19 septembre 1914, la cathédrale Notre-Dame de Reims est ravagée par un incendie. Après des années de travaux colossaux sous la direction d'Henri Deneux, une nouvelle cathédrale voit le jour. Son inauguration, le 10 juillet 1938, donne lieu à des grandes fêtes organisées par le Gouvernement ainsi que la ville de Reims, dont Paul Jamot est le visage. Par sa qualité de directeur du musée des Beaux-Arts de Reims, mais également de membre de l'Institut et de conservateur honoraire du musée du Louvre, Paul Jamot est une figure importante de la scène artistique contemporaine. Cet évènement est marqué par une volonté nationale d'en faire un moment historique, où de grandes figures – y compris étrangères – sont conviées. Paul Jamot écrit le 6 avril 1938 : « On espère même une visite royale qui nous touchera particulièrement. Le roi et la reine d'Angleterre souhaitent que leur premier voyage hors des frontières britanniques soit pour manifester leur sympathie à la France ». En effet, Reims et sa cathédrale sont des symboles fort de l'Histoire de France notamment pour ce qui est des sacrements royaux qui ont rythmés l'histoire politique du pays pendant des siècles. Ce que Paul Jamot ne manque jamais de rappeler dans le catalogue de l'exposition Trésors de Reims.
Assurément, il est la figure faisant le lien entre les villes de Reims et de Paris, permettant l'organisation de cette exposition phare au Musée de l'Orangerie. Son organisation est une décision commune entre les deux villes, dont les instigateurs sont Paul Marchandeau, député-maire de Reims, le cardinal Suhard de Notre-Dame de Reims, Georges Huisman, directeur général des Beaux-Arts, et Paul Jamot. Cette exposition représente l'occasion de montrer les différents trésors historiques et artistiques qu'abrite la ville de Reims et sa cathédrale à un public plus large. Mais c'est aussi l'occasion de donner à cette inauguration un caractère national, faisant de la présentation de ces objets d'art dans la capitale française un rappel historique adressé aux Français.
L'exposition entend présenter la ville de Reims et son histoire au travers de différents objets d'art – souvent religieux – issus du Musée des Beaux-Arts de Reims et de la cathédrale Notre-Dame. Les artefacts et œuvres d'art présentés couvrent une période assez large allant de l'an 280 au XVIe siècle. Dans l'introduction du catalogue d'exposition, écrite par Paul Jamot, il est possible de lire : « L'Orangerie verra bientôt des sculptures, des objets d'orfèvrerie, des tapisseries, des ornements d'églises, des tableaux évoquant l'antiquité et la gloire d'une ville […]. » Voici quelques exemples des œuvres et objets présentés au public :

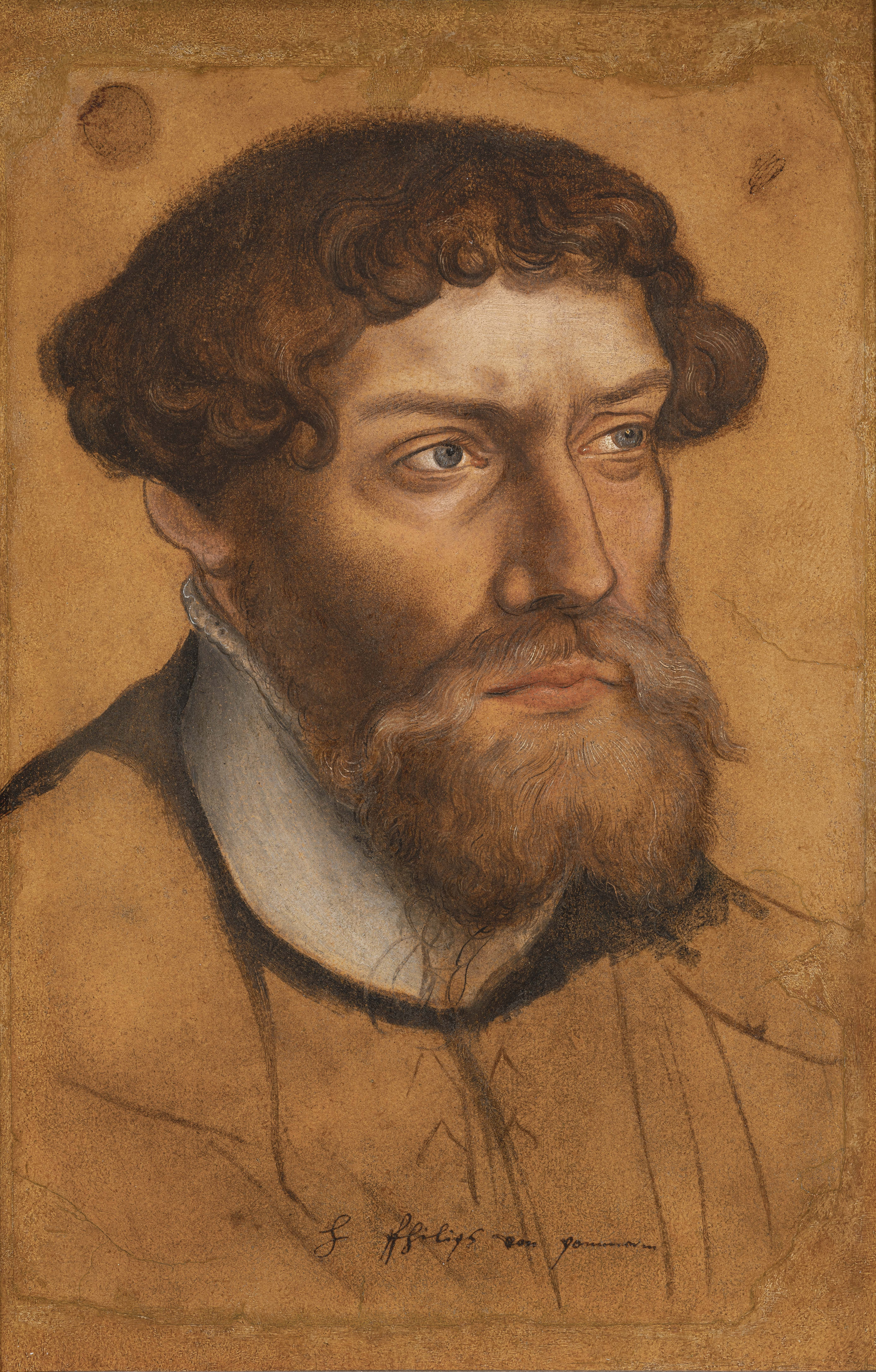
Lucas Cranach Le Jeune, Portrait du duc Philippe 1er de Poméranie, vers 1540-1541, musée des Beaux-Arts de Reims.

- Lucas Cranach Le Jeune, Portrait du duc Philippe 1er de Poméranie, vers 1540-1541, musée des Beaux-Arts de Reims.Dans l'idéal, le musée aurait voulu présenter le Tombeau de Jovin, qui est un sarcophage réalisé en hommage au Consul et lieutenant de l'empereur Julien en 363. Mais celui-ci étant trop lourd et fragile, l'héritage gallo-romain de Reims est représenté par un buste en marbre de Jeune Gaulois[39].
- Un chapiteau du cloître de Saint-Nicaise, figure centrale de la vie religieuse rémoise. Evêque et grand défenseur de la ville contre les invasions, il devint un véritable martyr et emblème de la ville[40].
- Une tapisserie représentant le baptême et le couronnement de Clovis dans la ville de Reims en 496[41].
- Un fragment du candélabre en bronze haut de six mètres de l'abbatiale de Saint-Rémi[41].
- Le Reliquaire de la Sainte Epine, symbole des différents sacres célébrés dans la ville[42].
- En hommage à Jeanne d'Arc qui permit à Charles VII d'être sacré Roi de France en 1429 à Reims, le musée des Beaux-Arts de Reims fait demande de deux manuscrits à miniatures dont chacun renferme un portrait de Jeanne d'Arc aux villes de Grenoble et de Nantes[43].
- Deux tombeaux sont présentés : des fragments de celui de l'archevêque Hincmar et celui de l'Abbé Odon[44].
- La décoration sculptée de la célèbre Maison des Musiciens, qui fut sauvée des bombardements[45].
- Certaines des pièces les plus précieuses du Trésor de la cathédrale Notre-Dame, comme un calice en cristal, or et émail surmonté d'un travail d'orfèvrerie représentant un ange portant la couronne d'épine[46].
- La Cavalcade du 26 octobre 1722, au lendemain du sacre de Louis XV, peint par Pierre-Denis Martin en octobre 1727[47].
- Les fameuses Tête d'étude de Cranach et des portraits des princes saxons ou poméraniens acquis grâce au don de la collection de Fernand de Monthelon[48], grand acteur culturel de la ville.
- Plusieurs toiles des XVe et XVIe siècles conservées originellement à l'Hôtel Dieu[48].

## Relations avec les personnalités de son temps

### Amitié avec Maurice Denis

#### Une amitié artistique
L’amitié entre Paul Jamot et Maurice Denis est placée sous le signe d’une profonde compréhension mutuelle, à la fois artistique et esthétique. Paul Jamot, dans les lettres envoyées à Maurice Denis, conservées au centre de documentation du Musée Maurice Denis de Saint-Germain-en-Laye, datées du 7 juin 1906 au 2 décembre 1939, exprime son admiration tant pour l’œuvre profane que pour l’œuvre religieuse de Maurice Denis. Le peintre fut particulièrement touché de la manière dont Paul Jamot mit en valeur son travail à travers de nombreux articles, principalement dans la Gazette des beaux-arts, à partir de 1906 et jusqu’à sa mort, mais également dans d’autres revues : « Jamot a écrit sur moi des choses que personne d’autre n’a dites. Je ne les mérite pas, mais je vous demande de les publier. » Outre ses nombreux articles sur Maurice Denis, Paul Jamot eut pour projet d’écrire une véritable monographie sur l’artiste, avec un catalogue et des reproductions de ses œuvres, qui ne vit pas le jour. Plusieurs de ses articles sont cependant réunis dans l’ouvrage Maurice Denis publié à titre posthume en 1945. Paul Jamot y décrit l’influence de Puvis de Chavanne, de Cézanne, de Van Gogh, de Seurat et surtout de Gauguin qu’il sent chez Maurice Denis, tout en rapprochant la beauté sereine et douce de ses œuvres du calme de Fra Angelico : 
L’Angelico, moine de Saint-Dominique, n’a usé de ses pinceaux que pour décorer des églises ou des monastères. S’il avait eu à traiter des sujets profanes, il aurait sans doute, comme Maurice Denis, peint la maternité humaine, avec un si chaste et si tendre respect qu’on aurait toujours pensé devant elle à l’auguste mystère qui est la sanctification de toutes les mères et de tous les nouveau-nés. Peut-être même, comme Maurice Denis, n’aurait-il craint ni les scènes de la vie quotidienne, ni les légendes de la mythologie païenne, sûr de les dépouiller, sans faire tort à la vérité, de tout venin pour les âmes.
Le soutien et l’admiration de Paul Jamot traverse toute l'évolution artistique de Maurice Denis, autant ses débuts particulièrement nabis que son retour au classicisme, qui se trouve correspondre d’ailleurs aux préférences esthétiques de Jamot pour le classicisme grec antique, mais aussi les grands peintres français de tradition classique, parmi lesquels Poussin et Delacroix. Il n’est pas impossible que Paul Jamot ait particulièrement soutenu ce retour à l’ordre classique, aux sources antiques, cet éloignement des nabis de Maurice Denis. En tant qu’historien de l’art antique, par sa formation et son premier poste de conservateur au musée du Louvre, il aurait ainsi pu appuyer le retour aux références iconographiques et à l’esprit antique de l’œuvre de Denis. L’admiration de Jamot pour Denis s’exprime autant pour l'œuvre laïc que l'œuvre sacré du peintre, dont Jamot montre qu’ils sont inexorablement entremêlés : 
Sous les pinceaux de Maurice Denis, la maternité humaine est une figure de la divine ; elle garde un rayon de la Vierge Mère et de l’Enfant Dieu…
Paul Jamot autant que Maurice Denis sont tous deux d’ardents défenseurs du renouveau de l’art sacré, l’un à travers ses œuvres et la formation d’artistes qu’il encadre aux côtés de George Desvallières au sein des Ateliers d'art sacré fondés en 1919, l’autre à travers ses articles élogieux des réalisations de Denis, mais aussi par son engagement au sein de la Société de Saint-Jean. Paul Jamot souligne ainsi la valeur décorative de l’art de Denis, dont les tableaux sont pour lui « conçus comme des frises décoratives, mais qui nous touchent, au-delà du décoratif, par un je ne sais quoi de vibrant et d’intime ». Il se réjouit de la nouvelle dans une lettre de février 1932, écrite depuis Londres, avant de la lui remettre. Il suit au cours de l’année la fabrication de l’épée par Françis Bouffez, et son financement, qu’il organise. Lorsqu’il la lui remet, il accompagne cette récompense d’un discours publié en octobre dans les Notes d’Art et d’Archéologie.

#### Articles et ouvrages de Paul Jamot sur Maurice Denis
- Paul Jamot, « Les Salons de 1906 », Gazette des Beaux-Arts, 48e année, 3e période, t. 35,‎ 1er mai 1906, p. 353-392 (lire en ligne).
- Paul Jamot, « Le Salon d'Automne (Premier article) », Gazette des Beaux-Arts, 48e année, 3e période, t. 36,‎ 1er décembre 1906, p. 456-484 (lire en ligne).
- Paul Jamot, « Exposition Maurice Denis », Chronique des arts et de la curiosités, 49e année no 15,‎ 13 avril 1907, p. 125 (lire en ligne).
- Paul Jamot, « Petites expositions », Chronique des arts et de la curiosités, 49e année no 23,‎ 15 juin 1907, p. 208-214 (lire en ligne).
- Paul Jamot, « Une illustration des Fioretti », Gazette des Beaux-Arts, 53e année, 4e période, t. 6,‎ 1er juillet 1911, p. 5-18 (lire en ligne).

- Paul Jamot, « Le théâtre des Champs-Elysées (Premier article) », Gazette des Beaux-Arts, 55e année, 4e période, t. 9, janvier-juin 1913, 670e livraison,‎ avril 1913, p. 261-294 (lire en ligne).
- Paul Jamot, « Le théâtre des Champs-Elysées (deuxième et dernier article). Les peintures de M. Maurice Denis », Gazette des Beaux-Arts, 55e année, 4e période, t. 9, janvier-juin 1913, 670e livraison,‎ mai 1913, p. 291-322 (lire en ligne).
- Paul Jamot, « Degas (1834-1917) », Gazette des Beaux-Arts, 60e année, 4e période, t. 14, janvier-décembre 1918, 695e livraison,‎ avril-juin 1918, p. 123-166 (lire en ligne).
- Paul Jamot, « Notre-Dame du Raincy », Gazette des Beaux-Arts, 65e année, 5e période, t. 8, 740e livraison,‎ septembre-octobre 1923, p. 199-210 (lire en ligne).
- Paul Jamot, « Maurice Denis », La Revue de Paris, 31e année, t. IV,‎ 15 août 1924, p. 901-920 (lire en ligne).
- Paul Jamot, « Notre-Dame du Raincy », Notes d'Art et d'Archéologie, 28e année no 1,‎ janvier 1924, p. 1-6 (lire en ligne).
- Paul Jamot, « L'enfant dans l'œuvre de Maurice Denis », L'Enfant, 32e année no 277,‎ juillet-août 1925, p. 169-174.
- Paul Jamot, « Henry Cochin », Gazette des Beaux-Arts, 68e année, 5e période, t. 14, 772e livraison,‎ décembre 1926, p. 337-344 (lire en ligne).
- Paul Jamot, « Art et religion », La Revue universelle, t. XXVII, no 18,‎ 15 décembre 1926, p. 749-756 (lire en ligne).
- Paul Jamot, A.-G. Perret et l'architecture du béton armé, Paris-Bruxelles, G. Van Oest, 1927.
- Paul Jamot, « La Glorification de saint Louis, peinture décorative par Maurice Denis dans l'Église St-Louis de Vincennes, inaugurée le 28 octobre 1927 », Notes d'art et d'archéologie, 32e année no 1,‎ janvier 1928, p. 1-6 (lire en ligne).
- Paul Jamot, « Art et religion. À propos de l'exposition d'art religieux moderne organisée au musée Galliera », La Revue de l'art ancien et moderne, 33e année, t. LVI,‎ juin-décembre 1929, p. 237-248.
- Paul Jamot, « La Glorification de Saint-Louis. Peinture décorative exécutée par Maurice Denis dans l'église Saint-Louis de Vincennes », L'Artisan liturgique, 4e année no 17,‎ avril-mai-juin 1930, p. 352-354.
- Paul Jamot, « Les nouveaux Académiciens. M. Maurice Denis. Artiste peintre, élu le 30 janvier 1932 », Bulletin de l'Académie des Beaux-Arts, 8e année no 15,‎ janvier-juin 1932, p. 58-63 (lire en ligne).
- Paul Jamot, « L'œuvre de Maurice Denis », Journal des nations américaines, 10e année no 179,‎ 5 juin 1932, p. 1.
- Paul Jamot, « Discours de M. Paul Jamot remettant son épée d'Académicien à M. Maurice Denis », Notes d'Art et d'Archéologie, 36e année no 4,‎ octobre 1932, p. 49-51 (lire en ligne).
- Paul Jamot, « A la galerie Charpentier : Maurice Denis », Beaux-Arts, 11e année no 18,‎ 5 mai 1933, p. 1.
- Paul Jamot, « Art et religion », Revue des jeunes, 25e année no 1,‎ 15 janvier 1936, p. 81-100.
- Paul Jamot, Drogues et peintures - albums d'art contemporains, no 38, Paris, laboratoires Chantereau/Parvillée éditeurs, s.d. [1936].
- Paul Jamot, Maurice Denis, Paris, Plon, 1945.

#### Œuvres de Maurice Denis au sein de la collection de Paul Jamot
Jamot collectionna également de nombreuses œuvres de Maurice Denis. Dans la correspondance entre les deux artistes, Jamot exprime à plusieurs reprises son intérêt pour des esquisses ou des tableaux de Maurice Denis qu’il souhaiterait acquérir. Il évoque ainsi dans une lettre du 20 novembre 1906 son désir d’obtenir un paysage d’Avignon vu du Rhône. Il est particulièrement attaché aux esquisses préparatoires de l’Histoire de Psyché, qu’il souhaite ne détacher de leur mur qu’au plus tard lorsque Maurice Denis lui demande de les emprunter. Le catalogue de la Donation Paul Jamot (1941), permet de dresser la liste des œuvres de Maurice Denis ayant fait partie de la collection de Paul Jamot. La préface du catalogue est signée par Maurice Denis, qui y commente avec finesse la justesse des choix et dresse le portrait de la sensibilité artistique de Jamot, en manifestant son admiration pour l’homme qui fut également son ami : « On saisit là le goût de l’amateur, et l’absence de tout esprit systématique. »
- Maternité à la fenêtre, vers 1899, huile sur toile, 70 × 46,2 cm, Legs Paul Jamot, 1941, musée d’Orsay (Inv. RF 1941 42).
- La plage rouge, vers 1901, huile sur bois, 26 × 35,2 cm, Legs Paul Jamot, 1941, musée des Beaux-Arts de Reims (Inv. 949.1.75).
- Vue du forum, 1904, huile sur bois, 46,5 × 71 cm, Legs Paul Jamot, 1941, musée d’Orsay (Inv. RF 1941 36).
- Six esquisses de la décoration peinte en 1907 pour l’hôtel de Morozov à Moscou, représentant l’Histoire de Psyché :
  - L’Histoire de Psyché : l’Amour surprend Psyché, 1907, huile sur toile, 72 × 50 cm, Legs Paul Jamot, 1941, musée d’Orsay (Inv. RF 1941 37).
  - L’Histoire de Psyché : l’enlèvement de Psyché, 1907, huile sur toile, 72 × 50 cm, Legs Paul Jamot, 1941, musée d’Orsay (Inv. RF 1941 38).
  - L’Histoire de Psyché : la curiosité de Psyché, 1907, huile sur toile, 72 × 50 cm, Legs Paul Jamot, 1941, musée d’Orsay (Inv. RF 1941 39).
  - L’Histoire de Psyché : la punition de Psyché, 1907, huile sur toile, 72 × 50 cm, Legs Paul Jamot, 1941, musée d’Orsay (Inv. RF 1941 40).
  - L’Histoire de Psyché : le pardon et l’hymen de Psyché, 1907, huile sur toile, 72 × 50 cm, Legs Paul Jamot, 1941, musée d’Orsay (Inv. RF 1941 41).
  - L’Histoire de Psyché : enlèvement de Psyché, seconde version, 1909, huile sur toile, 30 × 52 cm, Don Maurice Denis, 1941, musée d’Orsay (Inv. RF 1941 56).
- Les Captifs, 1907, huile sur toile, 80,2 × 120,6 cm, Legs Paul Jamot, 1941, musée des Beaux Arts de Reims (Inv. 949.1.17).
- Le Paradis, 1912, huile sur bois, 50 × 70 cm, Legs Paul Jamot, 1941, musée d’Orsay (Inv. RF 1941 35).
- Danseuses, 1912, fusain et rehauts de pastel sec fixé sur papier grainé, 50,3 x 75,2, Legs Paul Jamot, 1941, musée des Beaux-Arts de Reims (Inv. 949.1.95).
- Danseuses, 1913, fusain et pastel sur papier grainé, 75,2 × 50,5 cm, Legs Paul Jamot, 1941, musée des Beaux-Arts de Reims (Inv. 949.1.96).
- Jeune fille nue, 1920, pastel sec et fusain sur papier vélin chiné, 77,3 × 51,3 cm, Legs Paul Jamot, 1941, musée des Beaux-Arts de Reims (Inv. 949.1.94).
- Noli me tangere, 1920, huile sur toile, 54 × 150,5 cm, Legs Paul Jamot, 1941, musée des Beaux-Arts de Reims (Inv. 949.1.18).

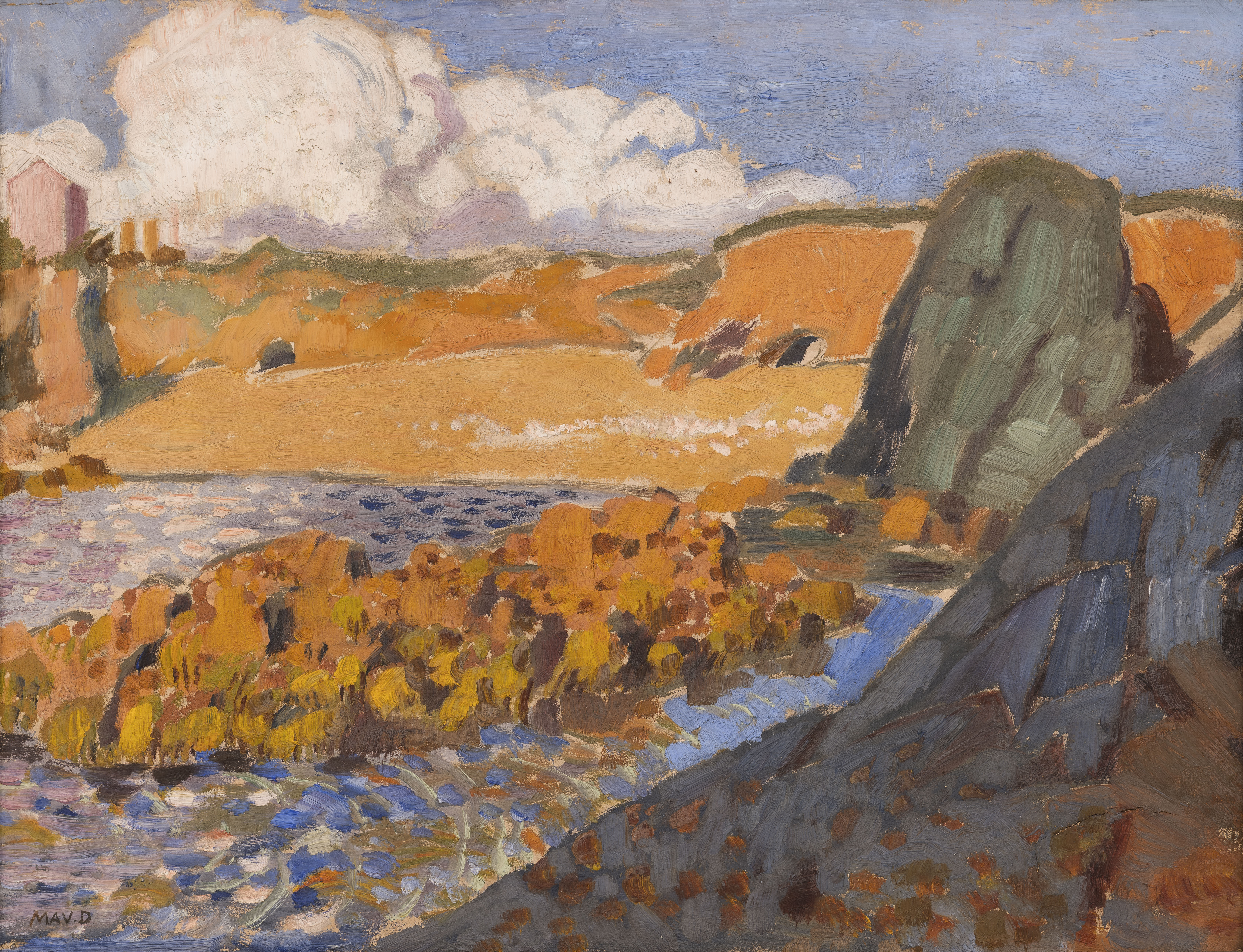
Maurice Denis, La plage rouge, vers 1901, Musée des Beaux-Arts de Reims (inv. 949.1.75).
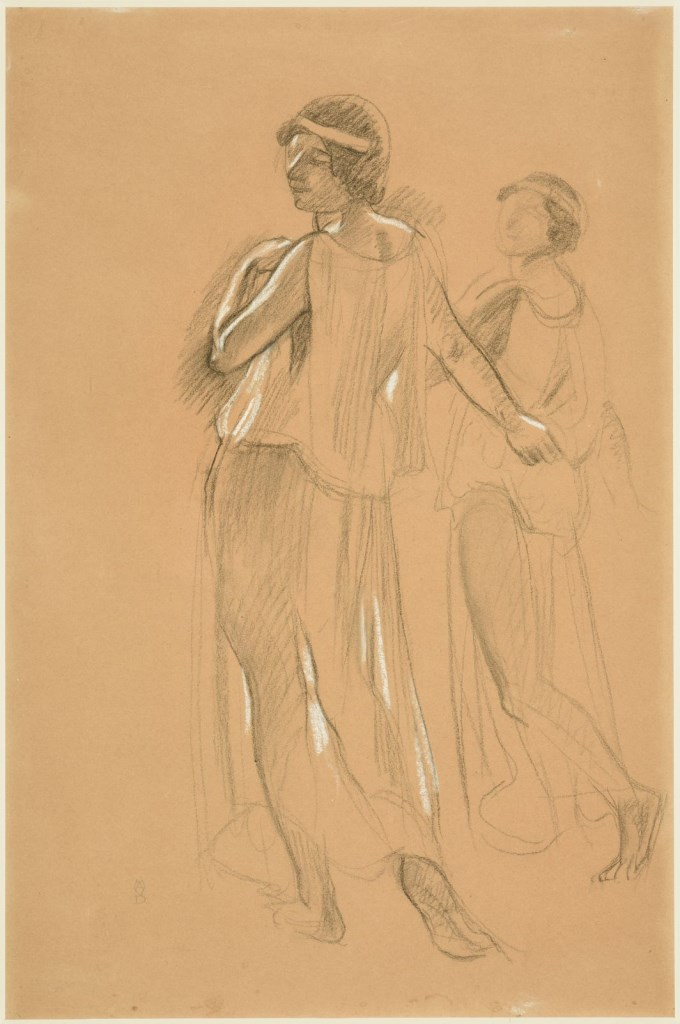
Maurice Denis, Danseuses, 1913, Musée des Beaux-Arts de Reims (inv. 949.1.96).
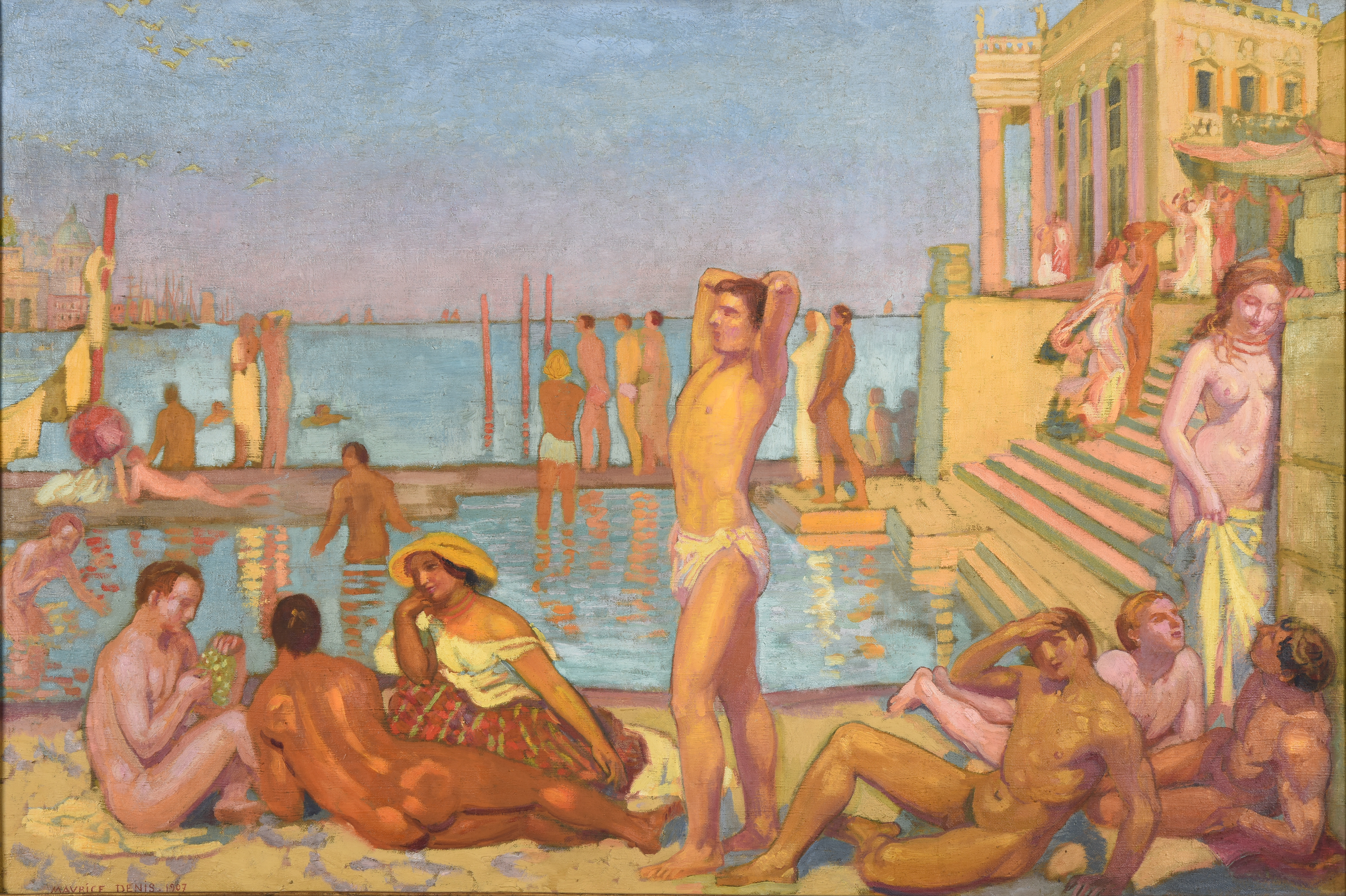
Maurice Denis, Les Captifs, 1907, Musée des Beaux-Arts de Reims (inv. 949.1.17).
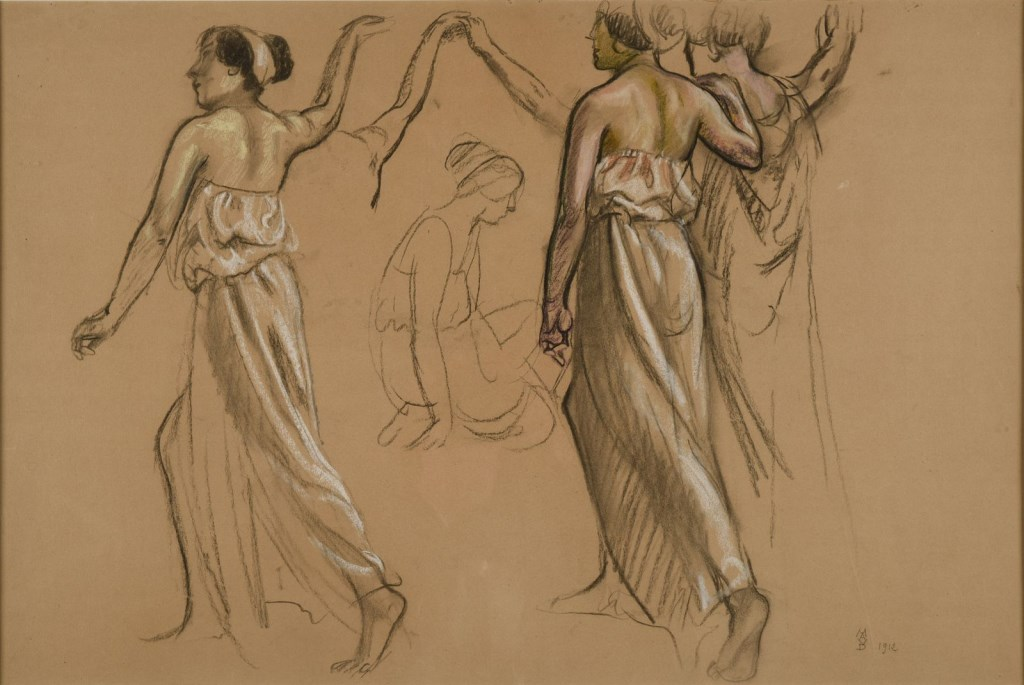
Maurice Denis, Danseuses, 1912, Musée des Beaux-Arts de Reims (inv. 949.1.95).

#### Une amitié intellectuelle
L’amitié entre Paul Jamot et Maurice Denis fut accompagnée d’une collaboration et d’une émulation intellectuelles et artistiques des deux hommes, qui, à travers la correspondance conservée, se soutenaient dans leurs entreprises respectives, dans leurs projets rédactionnels et artistiques. Paul Jamot relut plusieurs manuscrits pour Maurice Denis, et Maurice Denis fit également une critique des publications de Jamot. Jamot le remercie par exemple pour son heureux accueil des Préludes en 1913, et pour une faute malheureuse repérée dans son recueil Una (1929), dont Maurice Denis réalise d’ailleurs le frontispice. Les relectures de Jamot pour Denis montrent leur commun regard spirituel sur les œuvres d’art, sur l’histoire de l’art, et la nature de l’art : les Nouvelles Théories sur l’art moderne, sur l’art sacré 1914-1921 (1922) de Maurice Denis sont très amplement saluées par Paul Jamot. Dans le cadre de leur appartenance commune à la Société de Saint-Jean et à son comité de rédaction, Maurice Denis et Paul Jamot organisent de concert l’exposition d’art religieux moderne qui se tient à Rouen entre mars et avril 1932.
Les deux hommes manifestent une mutuelle admiration pour le peintre et l’écrivain Eugène Delacroix. Ils font à ce titre tous deux partie de la Société des Amis de Delacroix, dont Paul Jamot est vice-président en 1932. Leur correspondance évoque les actions de la société qui empêche l’atelier de l’artiste d’être détruit, les difficultés rencontrées pour organiser une messe en l’honneur de l’anniversaire de la mort de Delacroix à l’église Saint-Germain-des-Près, chaque année, et pour mettre en valeur l’œuvre du peintre, notamment par le don de dessins. Il semblerait que ce soit Paul Jamot qui ait transmis cette admiration pour Delacroix à Maurice Denis, de même qu’à Pie Raymond Régamey et René Huyghe.
Les travaux d’histoire de l’art que Maurice Denis et Paul Jamot s’échangent et se commentent mutuellement ne se limitent pas uniquement à l’histoire de l’art du passé, mais aussi à l’écriture vivante et l’histoire de l’art à venir, de la carrière de jeunes artistes en devenir. Paul Jamot, qui soutient les jeunes générations à travers ses acquisitions, profite ainsi de sa relation privilégiée avec Maurice Denis pour lui demander de soutenir le destin de jeunes artistes auprès des Salons et des jurys de divers récompenses. Il insiste ainsi par rapport à Jean Labasque, écarté du Salon des Tuileries, Hélène Guérin, candidate à l’École des Beaux-Arts, et Paul Vitry, afin que Maurice Denis soutienne son élection à l’Académie des Beaux-Arts. Dans la préface du catalogue de la Donation Paul Jamot, Maurice Denis décrit son talent pour « devanc[er] l’heure de l’acquisition », « son courage, son obstination à défendre les artistes qu’il aimait. ».	

#### Une amitié humaine et spirituelle
Si la relation entre Maurice Denis et Paul Jamot correspond certes à une relation entre artistes, écrivains, historiens de l’art, elle correspond également à une profonde amitié entre deux êtres humains traversant communément les épreuves de la vie. En effet, si la rencontre, suscitée par Maurice Denis qui demande un rendez-vous à Paul Jamot, se révèle fructueuse du point de vue artistique, elle transforme peu à peu leur relation en une sincère amitié. Les lettres de Paul Jamot à Maurice Denis évoquent la vie de plusieurs amis communs : Ernest Laurent, Camille Benoît, Auguste Perret, Émile Bernard. Leur correspondance, fidèle et régulière, est toujours pleine de belles attentions, de soucis pour la bonne santé de chacun, et d’affections sincères pour leurs proches.
Maurice Denis et Paul Jamot s’accordent sur la nature de l’art sacré, et les liens entre l’art et la religion. Jamot loue l’art chrétien classique de Maurice Denis dans les années 1920, en se détournant de ses premières attentions des années 1910 pour l’art moderne. Pour Paul Jamot, l’art sacré de Denis utilise la beauté du monde profane pour produire une émotion profonde chez le croyant et faire sentir la présence du divin. Il s’intéresse particulièrement à deux thèmes, ceux « de l’Annonciation et de la Maternité, qui donnent à l'œuvre sacrée de Maurice Denis sa nuance propre, physique et morale : pureté, sérénité, candeur, joie, grâce, charité. » Il admire ainsi l’interaction entre profane et sacré dans les portraits de jeunes mères réalisés par Maurice Denis :
Cette jeune mère qui a l’air d’une jeune fille et qui allaite son enfant ou se prépare à le baigner, sous une treille ensoleillée, dans une allée de jardin ou dans une chambre claire, est-ce une simple femme ou la figure sacrée de la Vierge Mère ? Nous ne le saurons que si le titre du tableau nous le dit.
Les deux hommes partagent une même vision de la nature de l’art sacré et de sa fonction. Paul Jamot souligne ainsi, dans une lettre à Maurice Denis de mars 1922, qu’à la lecture des Nouvelles Théories (1922) de celui-ci, « on est heureux de conclure : "[…] Au lieu d’un système d’allégories et d’hiéroglyphes froid, banal, figé, au lieu d’un réalisme sentimental de qualité douteuse, l’artiste chrétien nous doit donner un art vivant et parler le langage de son cœur". » Paul Jamot rendit ainsi hommage à de nombreuses réalisations religieuses de Maurice Denis, que cela soit à Notre-Dame du Vésinet, à l’église Saint-Paul de Cologny près de Genève, à la chapelle du Prieuré de Saint-Germain-en-Laye, à la Chapelle des Morts de la Guerre de Gagny, à la chapelle des Franciscaines de Rouen, ou encore au décor d’églises modernes comme l’église Notre-Dame du Raincy et l’église Saint-Louis de Vincennes.

#### Le Monument Jamot
Paul Jamot et Maurice Denis font l’épreuve du deuil ensemble, et se soutiennent mutuellement lors de la mort de leurs femmes : Madeleine Dauphin-Dornès, épouse de Jamot, le 7 septembre 1913, et Marthe Denis, le 22 août 1919. Lorsque Paul Jamot perd son épouse, il fait appel à Maurice Denis et Auguste Perret pour lui construire un monument funéraire, placé au-dessus de la tombe de Madeleine Jamot, sa mère et son époux, au cimetière Montparnasse de Paris (Allée Raffet, 25e division). Le peintre et l’architecte ont déjà collaboré sur des projets importants défendus dans la presse par Paul Jamot, comme le Théâtre des Champs-Élysées, et l'église Notre-Dame du Raincy. Le projet est mentionné pour la première fois le 5 février 1914 dans la correspondance reçue par Maurice Denis. Une première maquette du monument est achevée le 11 août 1914, mais la construction du monument est interrompue par la guerre et ne se termine qu’en 1922.

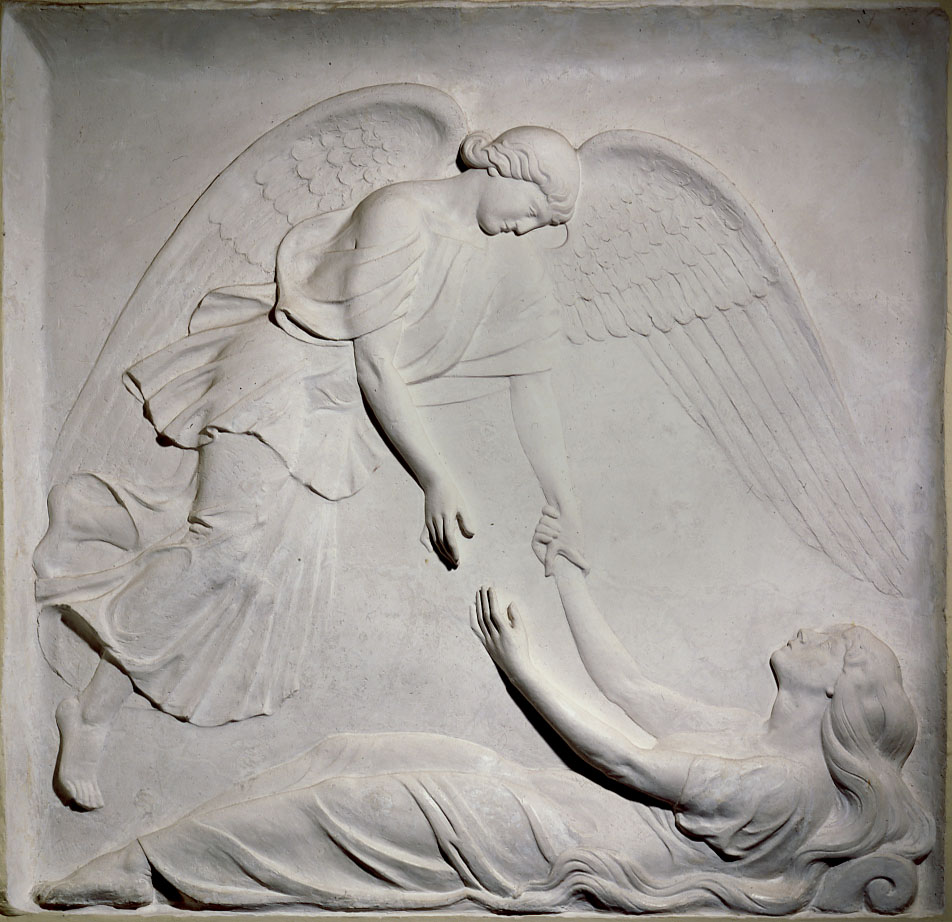
Maquette du Monument Jamot, exécutée par Joaquim Claret sur un dessin de Maurice Denis, Musée départemental Maurice Denis

Le monument est un véritable petit temple d’inspiration antique. Sur sa façade se trouve un bas-relief dessiné par Maurice Denis, placé derrière quatre colonnes d’inspiration classique, qui brisent la lecture mais suggèrent par cette vision entrecoupée le recueillement intérieur, la discrétion, le souffle de la prière. L’inscription gravée sur l’architrave du monument est la suivante : Ego sum resurrectio et vita (Évangile selon Saint Jean, XI, 25), dont est inspirée la scène dessinée par Denis, représentant une femme allongée, vêtue d’un drapé antiquisant, aux lourds cheveux soulignant son appartenance corporelle au terrestre, et dont le mouvement met en valeur la légère ascension de son buste vers le ciel. Les bras tendus, elle semble en effet s’élever vers un ange placé au-dessus d’elle comme pour l’accueillir. Cette scène, représentant l’espoir de la résurrection, est reprise par Denis pour servir de frontispice au recueil de poèmes Una (1929) de Paul Jamot. L’exécution des colonnes, de l’entablement et des bas-reliefs est confiée au sculpteur Joseph Claret. Sur la base du monument, sont figurés les instruments de la Passion, sculptés en creux, en réponse à la croix placée au sommet du temple, et dans la partie supérieure du soubassement sont inscrits les noms de Madeleine, de sa mère et de son époux. Le Monument eut une bonne réception critique, comme en témoigne l’article élogieux d’Henri Lechat dans La Gazette des Beaux-Arts à l’automne 1922 : 
Que M. Maurice Denis a fait preuve de goût et d’intelligence délicate en acceptant pour son œuvre à lui cette place en retrait, à demi-voilée, cachée par intermittences ! Il y a des scènes auxquelles convient un peu de recul, un peu de pénombre […]. Le mérite capital de l'œuvre, répétons-le, c’est la justesse de ses proportions et l’eurythmie de ses lignes ; mais proportions et lignes sont bien à elle, ne sont qu’à elle. Dédaigneuse de tout ornement, elle est d’une pureté, qu’on peut appeler dorique. Sa sévère beauté, qui lui appartient en propre, est digne de l’art grec du Ve ou du IVe siècle. […] Car cette œuvre, grave par la pensée, profonde par le sentiment, n’est pas pour recevoir et renvoyer dans un étincellement les rayons du jour. Il convenait que la blancheur en fût un peu amortie, un peu voilée, par ces fluides mousselines grises, et que sur le marbre éternel un insaisissable nuage de deuil demeurât flottant, éternellement.
Paul Jamot et Maurice Denis se soutinrent jusqu’à la mort de Paul Jamot, en partageant leurs soucis du quotidien, leurs souffrances tout autant que leur joie. Les lettres qu’ils s’échangent montrent leur soutien mutuel indéfectible en particulier lors des séjours à l’hôpital de Paul Jamot en Suisse,. Dans sa préface au catalogue de la Donation Paul Jamot, Maurice Denis décrit ainsi sa relation avec Paul Jamot : « Lorsque la maladie vint lui imposer une suite d’opérations et un long tribut de souffrances, il les supporta avec résignation : l’humaniste était devenu chrétien […] Sa conversation, sa correspondance eurent jusqu’à la fin le même charme. Et jusqu’à sa mort il ne cessa d’écrire des poèmes d’un lyrisme émouvant, d’une langue parfaite, et de confier à la discrétion de sa Muse ses tristesses et ses espérances ».

### Paul Jamot, modèle de ses contemporains
Paul Jamot et sa famille se font représenter à multiples reprises par des peintres et des sculpteurs de leur entourage. Ces œuvres sont aujourd'hui réparties entre différents musées français.
- Paul Capellaro, Paul Jamot, 1888, médaillon en plâtre uniface, 15,9 × 2,3 cm, Musée d'Orsay (inv. MEDOR 1953)
- Ernest Laurent, Paul Jamot, 1906, huile sur toile, 40,5 × 32,5 cm, Musée des Beaux-Arts de Reims (inv. 949.1.63)
- Ernest Laurent, Monsieur et Madame Paul Jamot, 1907, huile sur toile, 139 × 120,5 cm, Musée d'Orsay (inv. RF 1977 218)
- Ernest Laurent, Madame Paul Jamot, 1908, huile sur toile, 56,3 × 41,4 cm, Musée des Beaux-Arts de Reims (inv. 949.1.64)
- Ernest Laurent, Madame Dauphin-Daurnès (belle-mère de Paul Jamot), 1906, huile sur toile, 94,4 × 109,2 cm, Musée des Beaux-Arts de Reims (inv. 949.1.77)
- Ernest Laurent, Madame Paul Jamot, 1911, huile sur toile, 55 × 46 cm, Musée d'Orsay (inv. RF 1941 51)
- Paul Polin, Paul Jamot, 1922, bronze, 38,9 x 22,0 × 24,5 cm, Musée d'Orsay (inv. RF 4033)
- Paul Polin, Paul Jamot, 1922, terre cuite, 53,5 x 21 × 23 cm, Musée des Beaux-Arts de Reims (inv. 949.1.131)
- Aaron Bilis, Paul Jamot, 1935, fusain, 55,7 × 43,3 cm, Musée d'Orsay (inv. RF 27948, Recto)

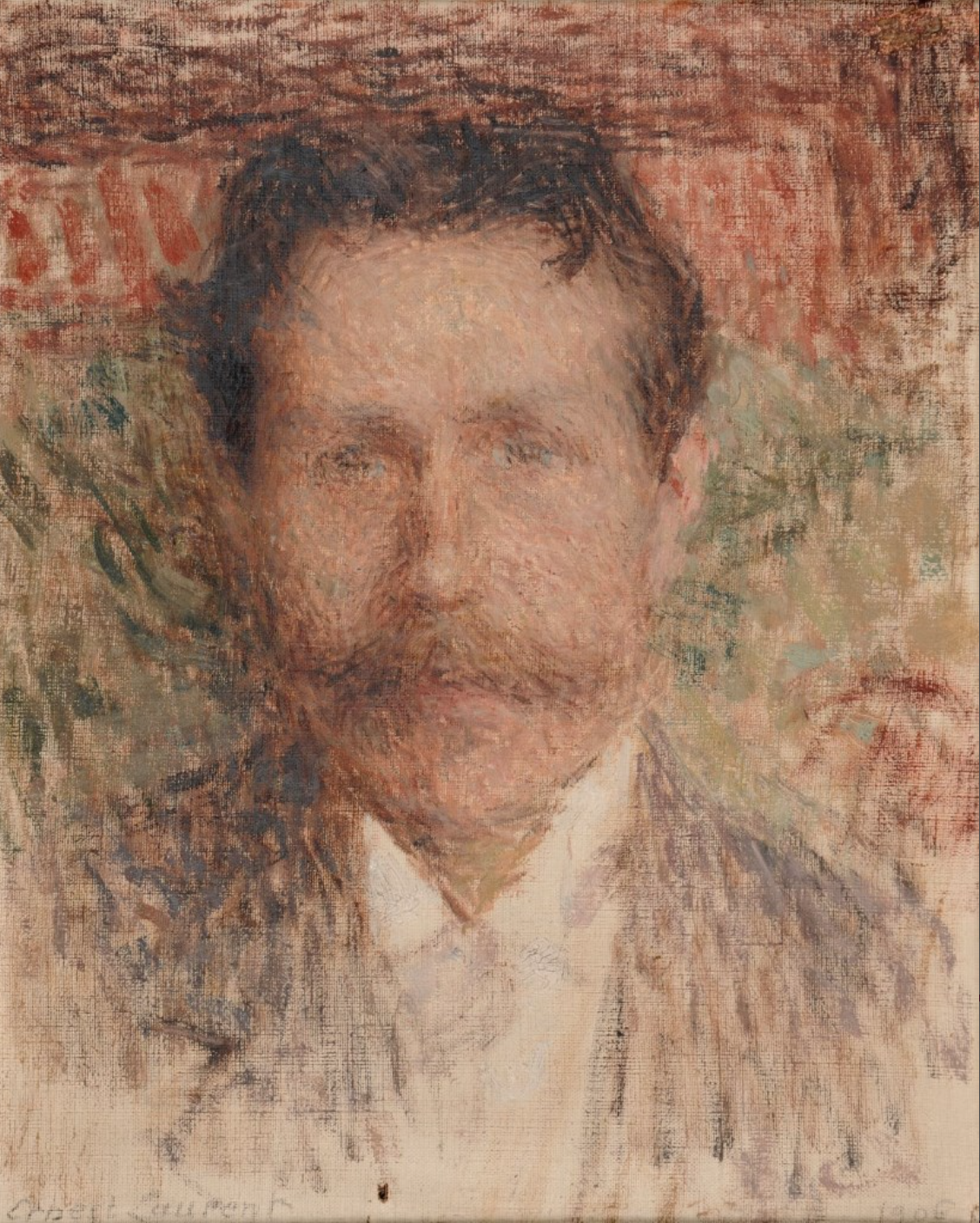
Ernest Laurent, Paul Jamot, 1906, Musée des Beaux-Arts de Reims
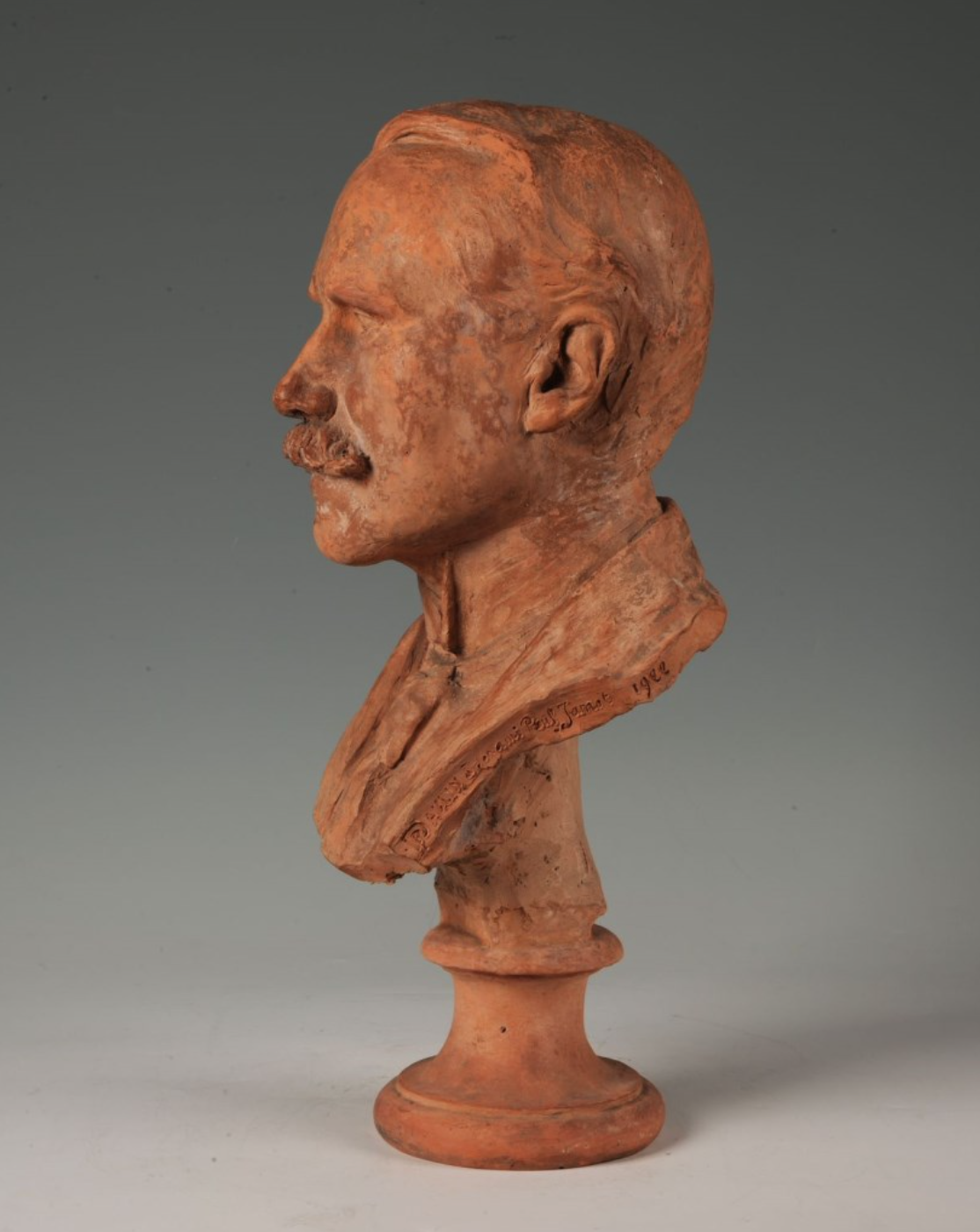
Paul Paulin, Paul Jamot, 1922, Musée des Beaux-Arts de Reims
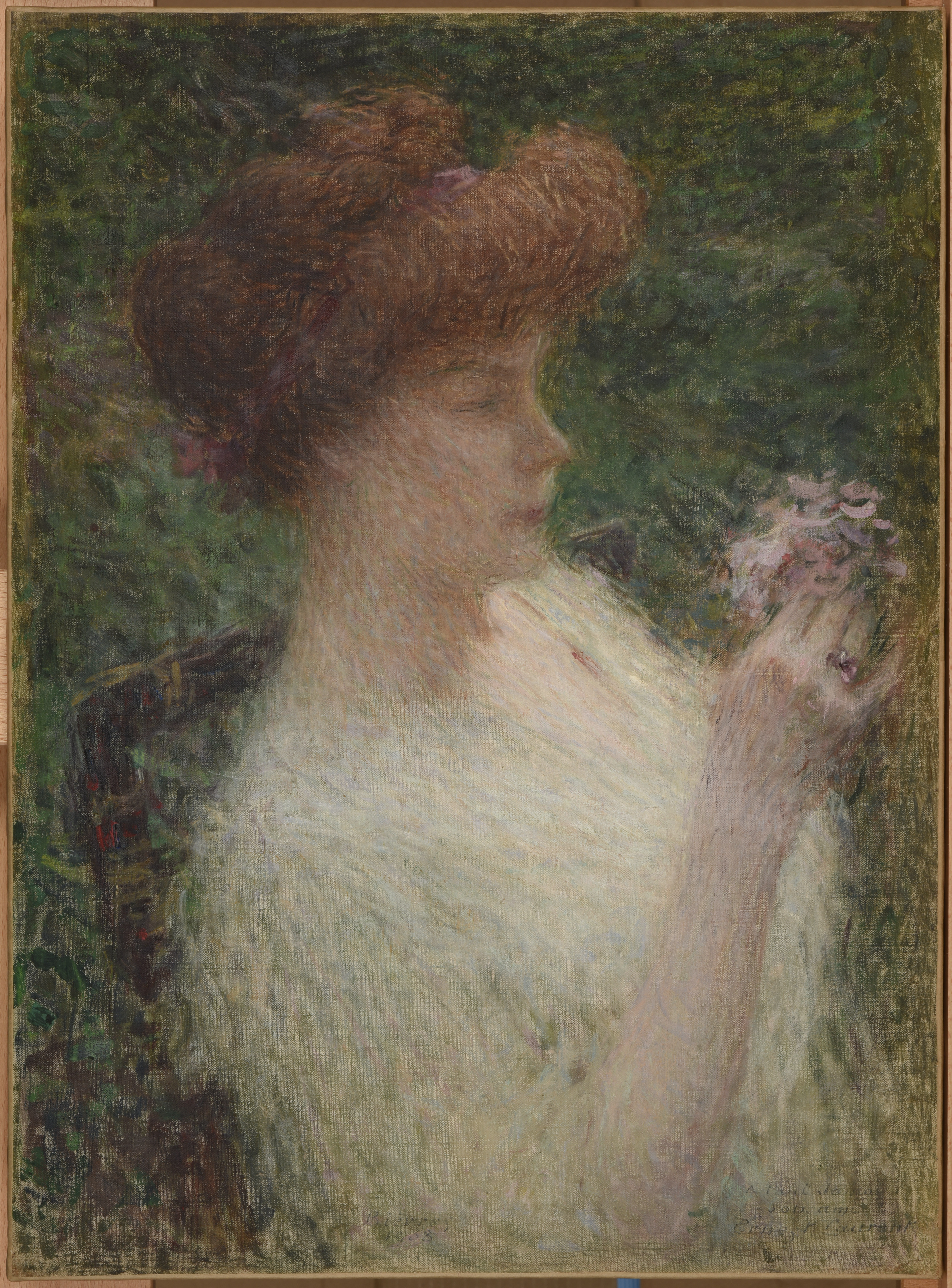
Ernest Laurent, Madame Paul Jamot, 1908, Musée des Beaux-Arts de Reims
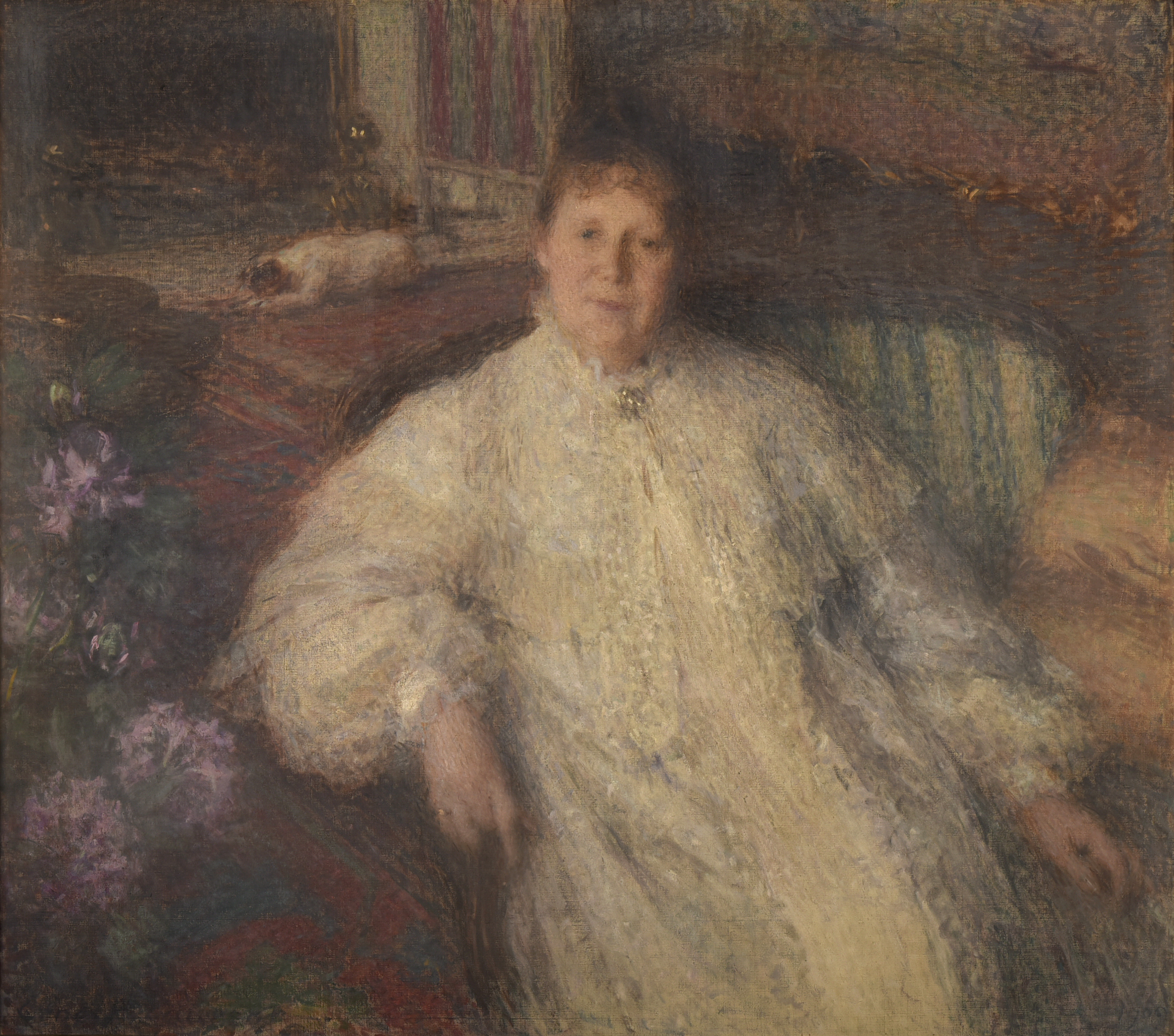
Ernest Laurent, Madame Dauphin-Dornès (belle-mère de Paul Jamot), 1906, Musée des Beaux-Arts de Reims

## Paul Jamot, peintre

### Sensibilité artistique et production picturale
Tout en étant le modèle des peintres et des sculpteurs de son temps, Paul Jamot est également artiste. Celui-ci grandit dans un environnement imprégné par les arts. Selon Pie Raymond Régamey, il attribue la formation de sa sensibilité artistique à l’influence de trois artistes découverts et appréciés dans sa famille : Delacroix, Corot et Chopin, qu’interprétait sa mère. Ces trois figures artistiques du dix-neuvième siècle modèlent son goût et sa pensée tout au long de sa vie.

Dans une lettre adressée en 1908 à son amie Lilly Friedlander, Madeleine Jamot suggère la multitude d’activités de son mari : 
Moi je voudrais qu’il écrive davantage parce qu’il a un vrai talent de critique d’art et que c’est dommage qu’il ne fasse pas profiter davantage les autres de tout ce qu’il pourrait dire d’intéressant sur le sujet. Car il a des idées très personnelles et si peu banales. Mais lui, dans le fond, c’est la peinture qu’il aime par-dessus tout, seulement pas assez de temps pour arriver à faire ce qu’il voudrait. 
Sur des petits formats, Paul Jamot peint des lieux qu’il découvre au cours de ses voyages, tels qu'« un très joli effet de neige qu’il a pris chez les Brérad il y a peu de temps, des pins du midi et des autres fleurs jaunes », comme l'écrit Madeleine Jamot.
Dès 1909, quand Paul Jamot devient propriétaire d’une propriété à Bièvres, sa peinture devient délicate, sensible et intime. À cette période, l’influence de Corot se ressent sur son œuvre.

### Participation à des expositions et rétrospectives
Paul Jamot présente sa production à plusieurs salons et expositions : 
- En mars 1908, il présente au Salon des indépendants La Villa des Torlonia à Frascati.
- En 1909, il expose au Grand Palais et au Cercle de la librairie.
- En avril 1927, il présente six toiles « peinturlurées », comme il l’écrit dans une lettre à Lilly Friedlander. À la suite de cette exposition, le Musée du Luxembourg acquiert un petit tableau et le Musée du Louvre achète son aquarelle L’Acqua Acetosa.
- En mars 1943, une exposition rétrospective d’une quarantaine de toiles est organisée à la Galerie Pelletan-Helleu et inaugurée par le directeur des musées nationaux Jacques Jaujard.

### Œuvres aujourd'hui conservées parmi les collections publiques
Une grande partie de la production artistique de Paul Jamot est aujourd'hui conservée au Musée des Beaux-Arts de Reims et au Musée d'Orsay (Paris).

#### Musée des Beaux-Arts de Reims
- Intérieur au vase fleuri, vers 1891-1892, huile sur carton toilé, 25,6 × 18 cm (inv. 2022.2.2)
- Bords du canal à Reims, 1894, huile sur carton, 23,8 × 18,9 cm (inv. 943.4.1)
- La Cathédrale de Reims, 1909, huile sur toile marouflée sur carton, 37,9 × 45,5 cm (inv. 949.1.37)
- Les Terrasses de Bièvres, 1911-1920, huile sur toile, 46,5 × 38,3 cm (inv. 922.9.1)
- Val-Mont, huile sur bois, 1912, huile sur bois, 32,3 × 41 cm (inv. 2022.2.3)
- Vue de Bièvres, 1934, huile sur bois, 24 × 18,5 cm (inv. 2022.2.4)

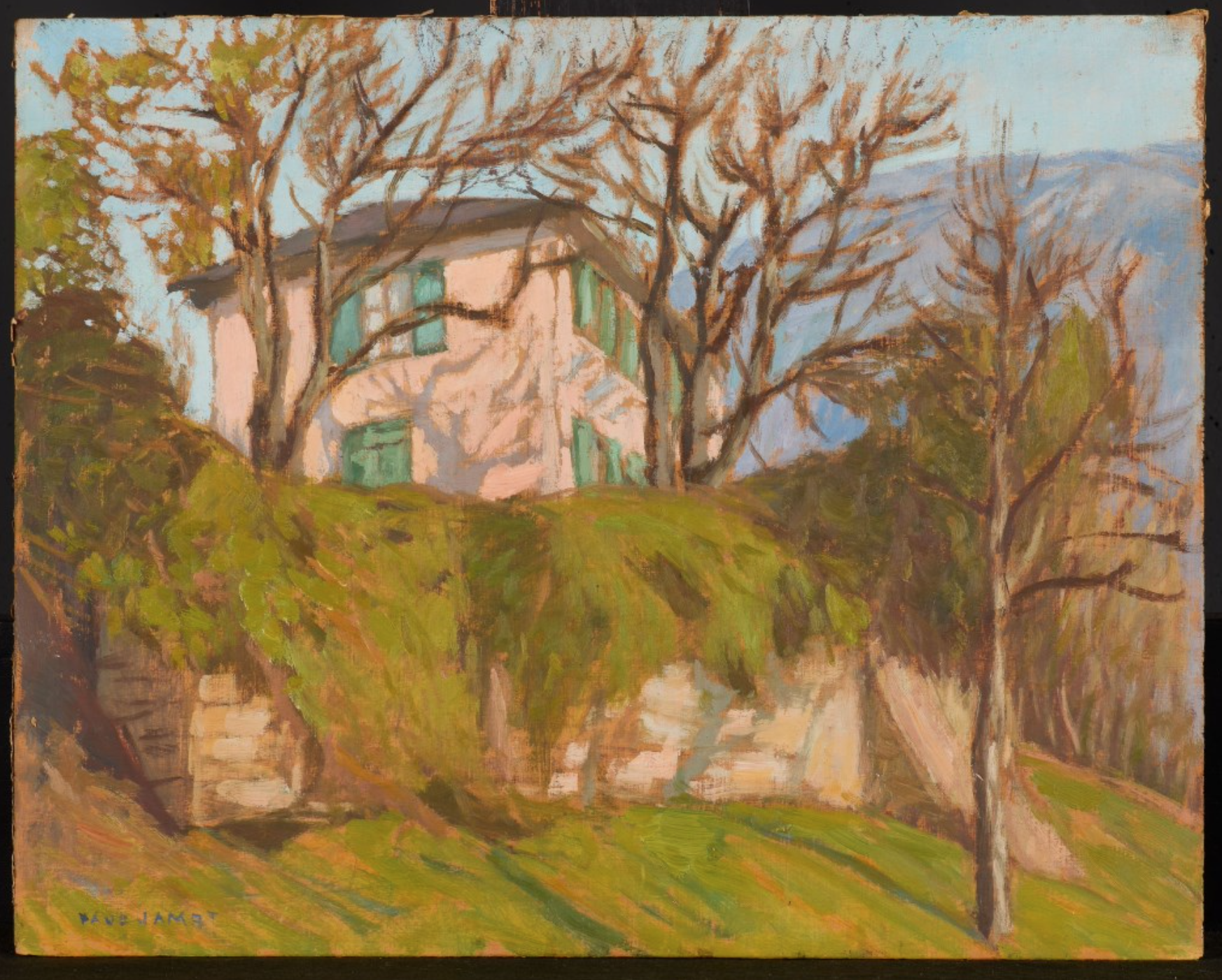
Paul Jamot, Val-Mont, 1912, musée des Beaux-Arts de Reims
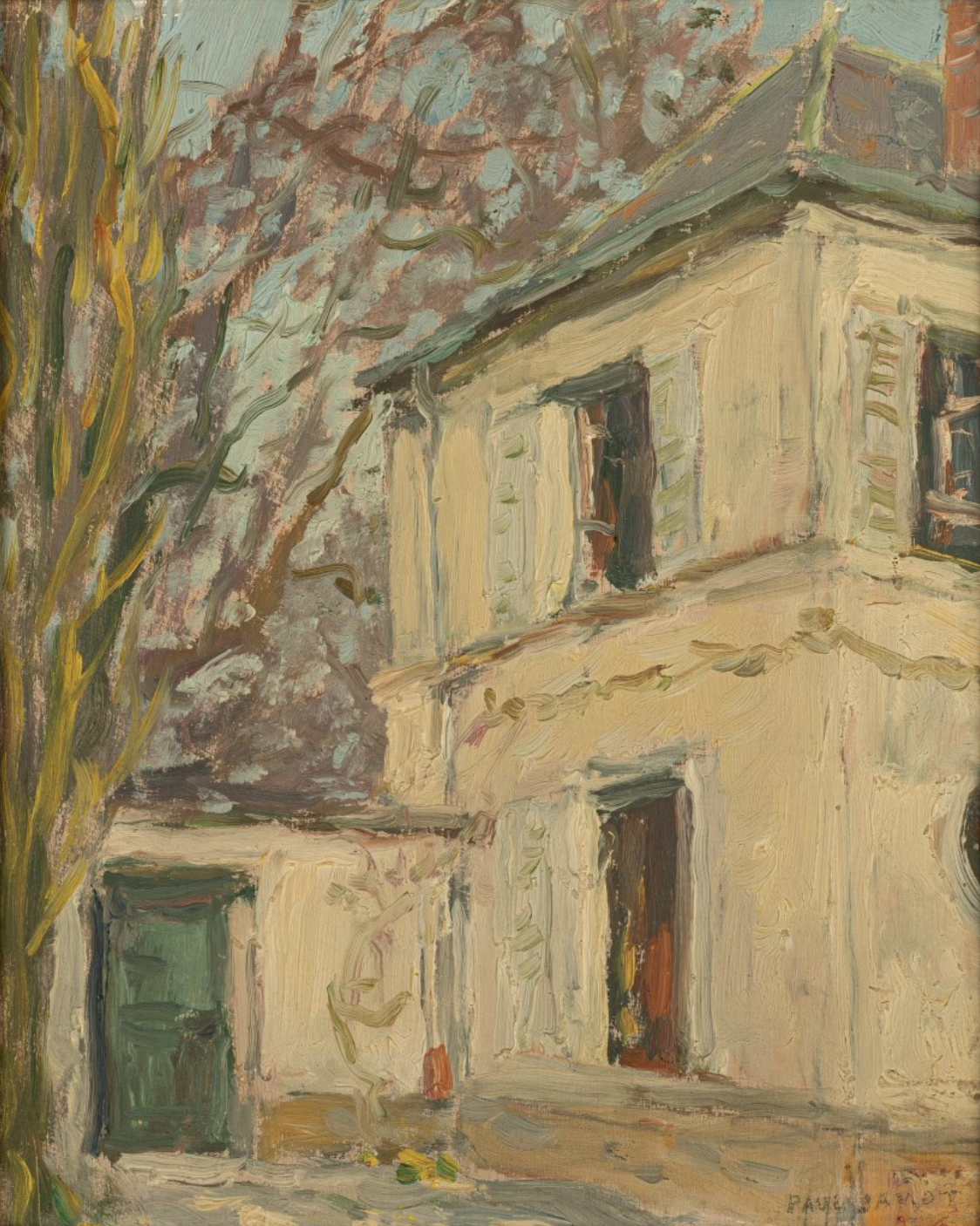
Paul Jamot, Vue de Bièvres, 1934, musée des Beaux-Arts de Reims
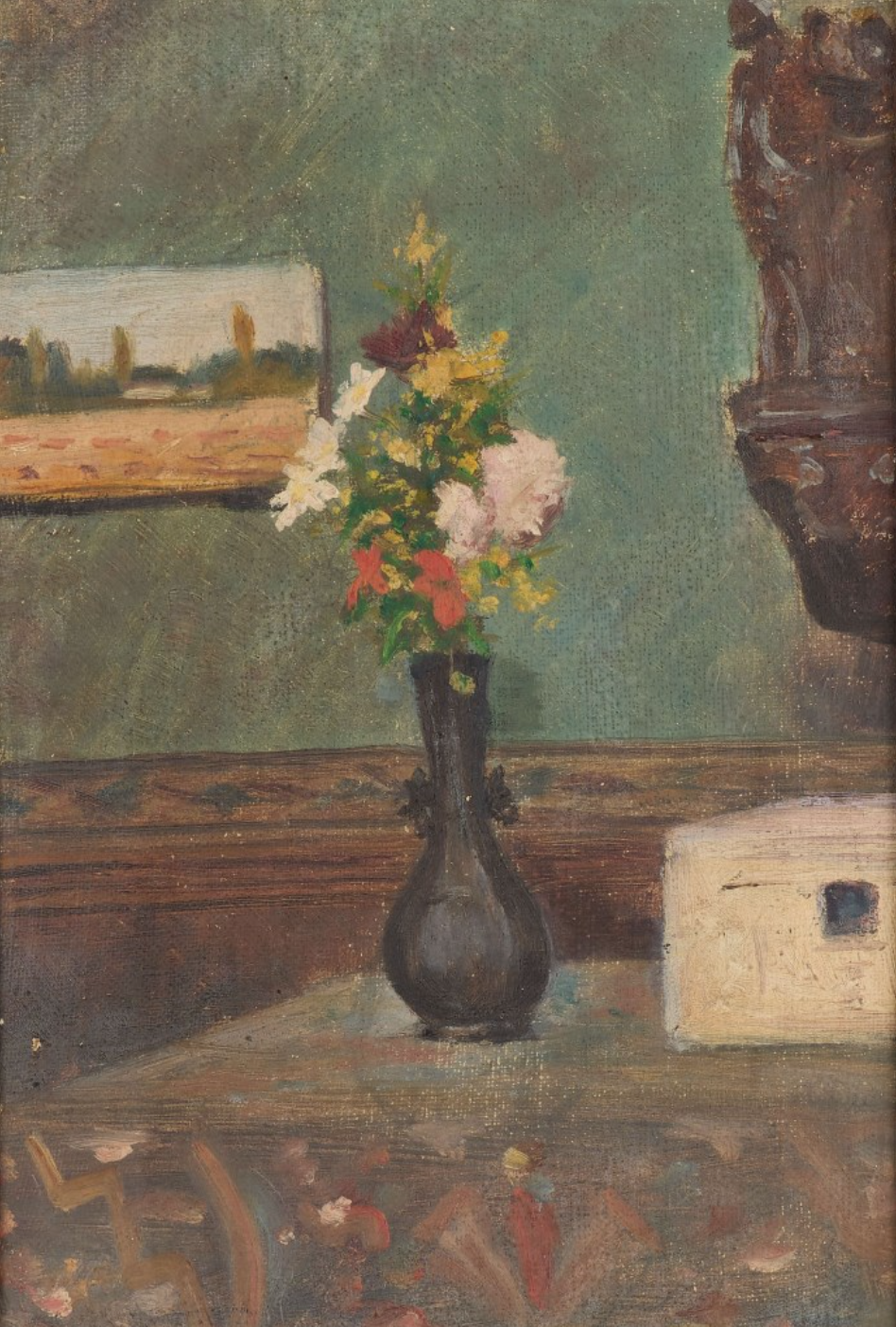
Paul Jamot, Intérieur au vase fleuri, 1891-1892, musée des Beaux-Arts de Reims
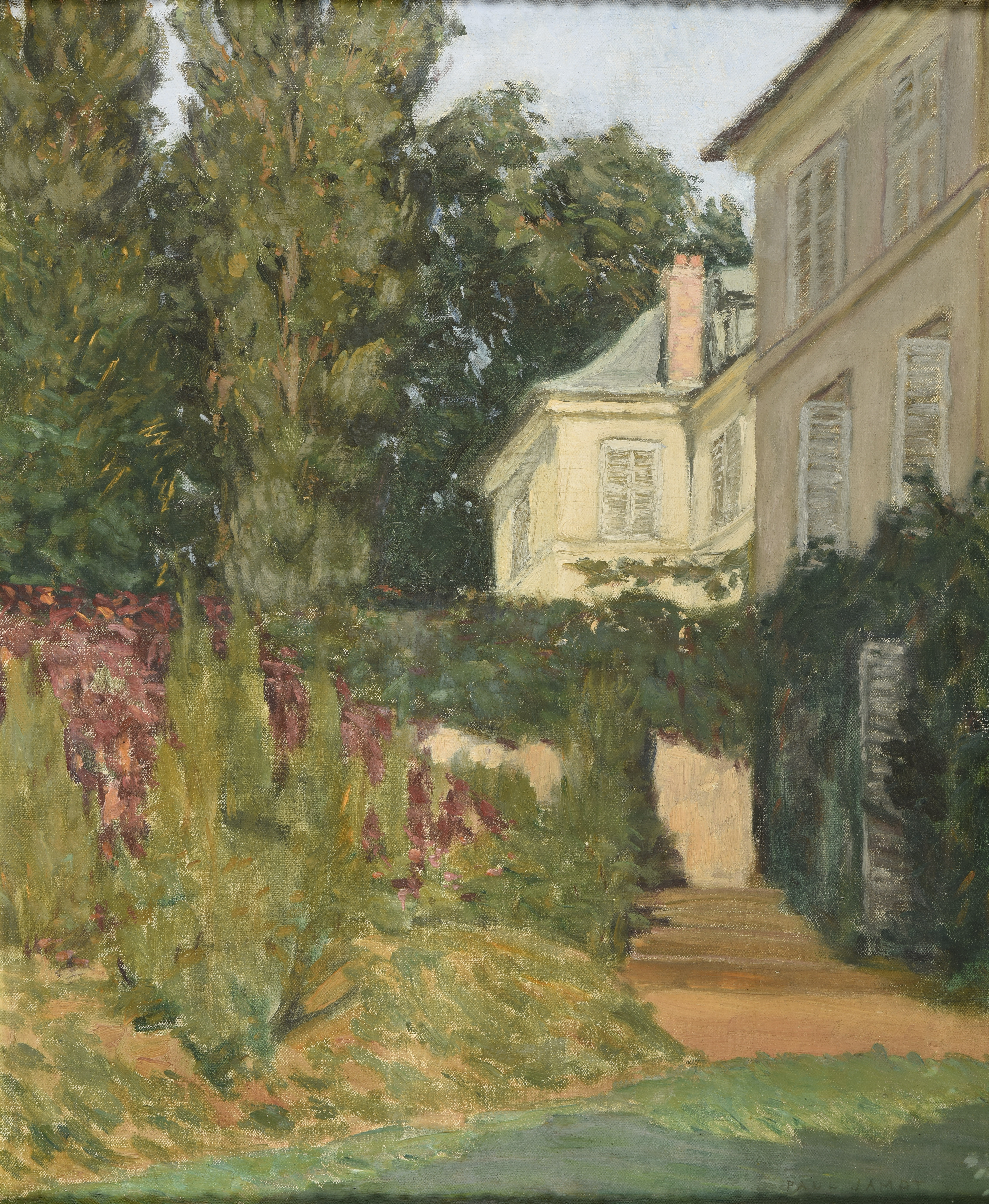
Paul Jamot, Les Terrasses de Bièvres, 1911-1920, musée des Beaux-Arts de Reims
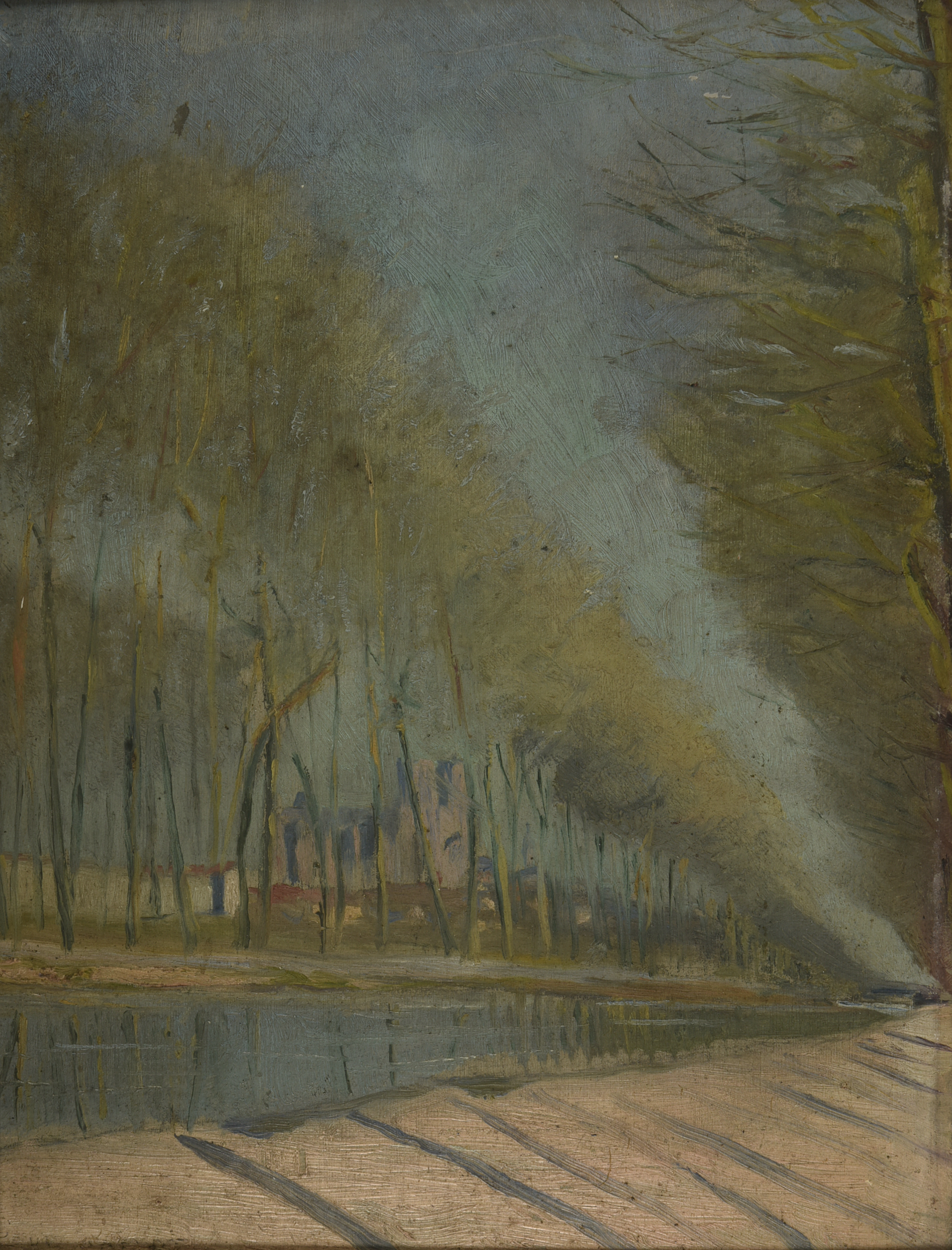
Paul Jamot, Bords du canal à Reims, 1894, musée des Beaux-Arts de Reims

#### Musée d'art moderne et contemporain de Strasbourg (MAMCS)
- Cloître des Jacobins, 1914-1918, huile sur carton entoilé, 38, 5 × 33 cm (inv. 55.974.0.858)

#### Musée d'Orsay
- La Malmaison, 1908, 37 × 46 cm (LUX 1794)
- Toulouse, Les Jacobins, vers 1918, huile sur toile, 42 × 34 cm (RF 1977 198)
- Terrasse de l’ancien grand séminaire de Toulouse, 1917, huile sur bois, 24 × 33 cm (INV 20444)
- L’église des Jacobins de Toulouse au printemps, 1918, huile sur toile marouflée sur carton, 33 × 24 cm (RF 1941 13)
- Jardin à Bièvres, 1911, huile sur toile, 52 × 43,5 cm (INV 20423)
- Maison à Bièvres (Essonne), 1911, huile sur carton, 46,5 × 55,5 cm (INV 20421)
- Paysage. Bièvres, 1910-1920, huile sur toile, 46 × 55 cm (INV 20422)
- Vue du Tibre, aquarelle et pierre noire, 13,2 × 21,2 cm, conservé au département des Arts graphiques du Musée du Louvre (RF 7263, Recto)

#### Musée du Louvre, département des Peintures
- Vue intérieure de l’église des Jacobins de Toulouse en 1916, avec les voitures contenant les tableaux évacués du Louvre, 1916, huile sur bois, 41 × 32,5 cm (RF 1941 14)
- Vue intérieure de l’église des Jacobins de Toulouse en 1918, avec les caisses de tableaux évacués du Louvre, 1918, huile sur toile, 46 × 37,7 cm (RF 1941 15)
- Vue intérieure de l’église des Jacobins de Toulouse en 1918, avec les caisses de tableaux évacués du Louvre, 1918, huile sur toile, 41,5 × 27,5 cm (RF 1941 16)
- Vue intérieure de l’église des Jacobins de Toulouse, avec les voitures contenant les tableaux évacués du Louvre, 1918, huile sur toile, 41,5 × 27,3 cm (RF 1941 17)
- Vue intérieure de l’église des Jacobins de Toulouse en 1918, avec les voitures contenant les tableaux évacués du Louvre, 1918, huile sur toile, 41 × 27 cm (RF 1941 18)

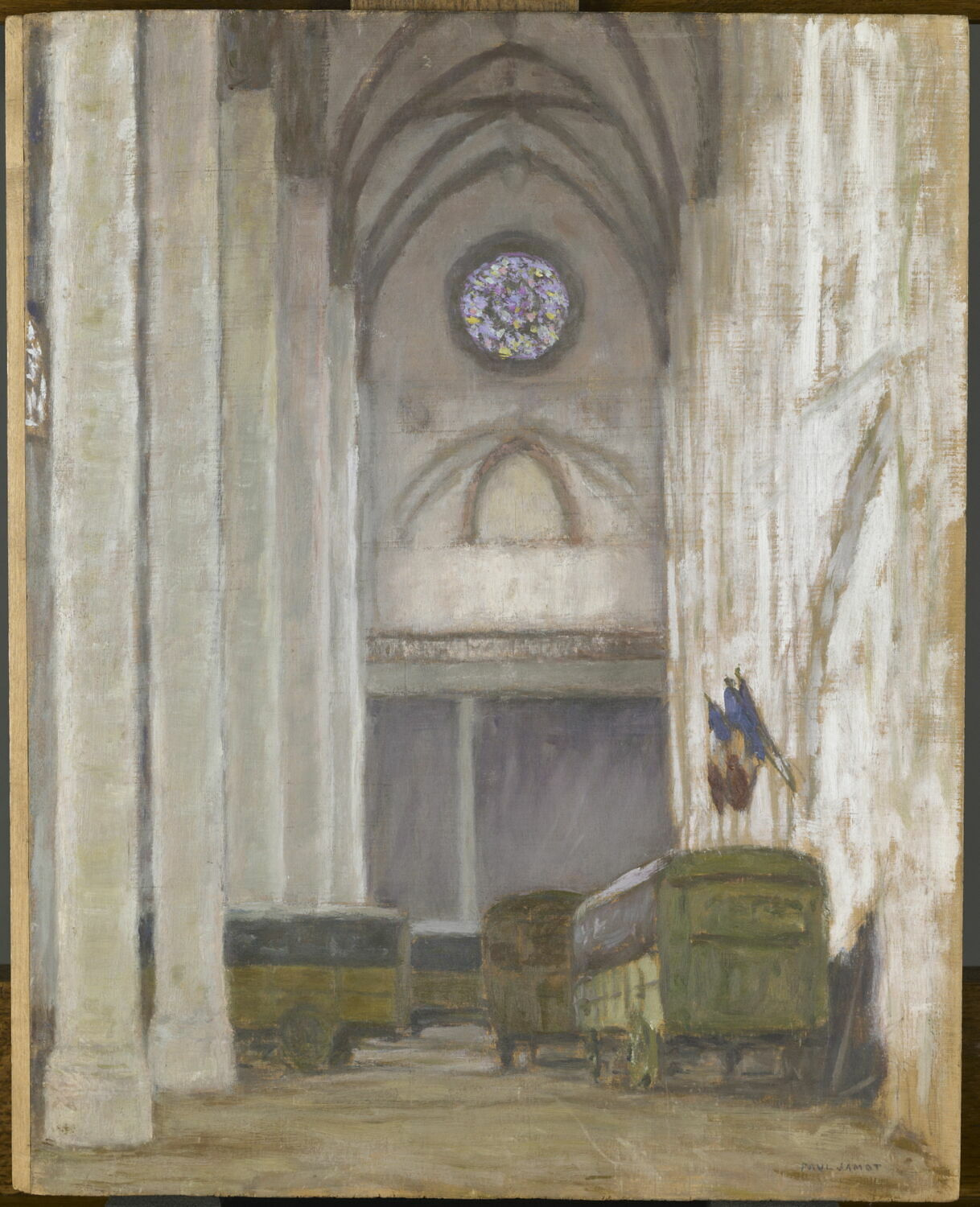
Paul Jamot, Vue intérieure de l’église des Jacobins de Toulouse en 1918, avec les caisses de tableaux évacués du Louvre, 1918, musée du Louvre
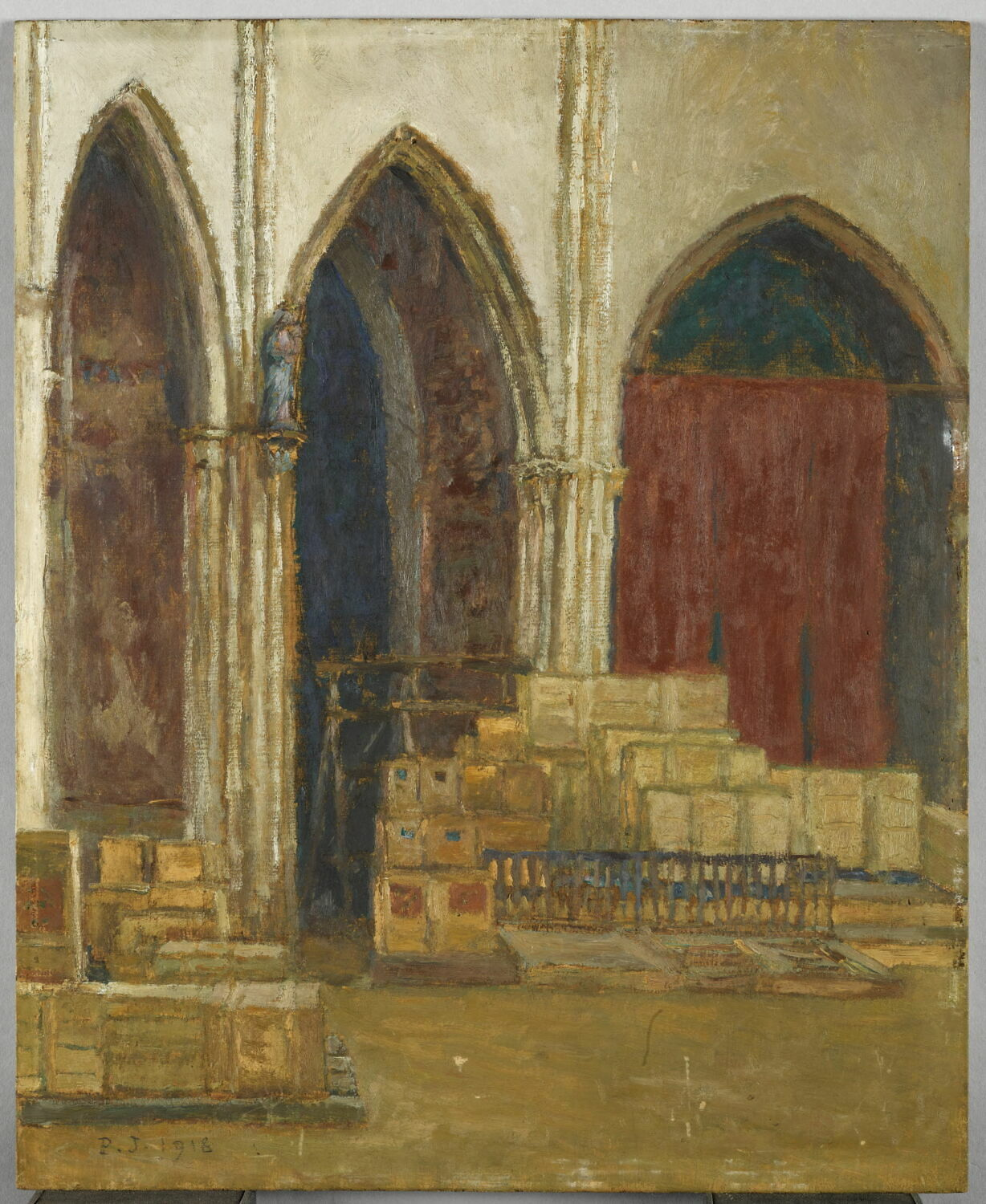
Paul Jamot, Vue intérieure de l’église des Jacobins de Toulouse en 1918, avec les caisses de tableaux évacués du Louvre, 1918, musée du Louvre
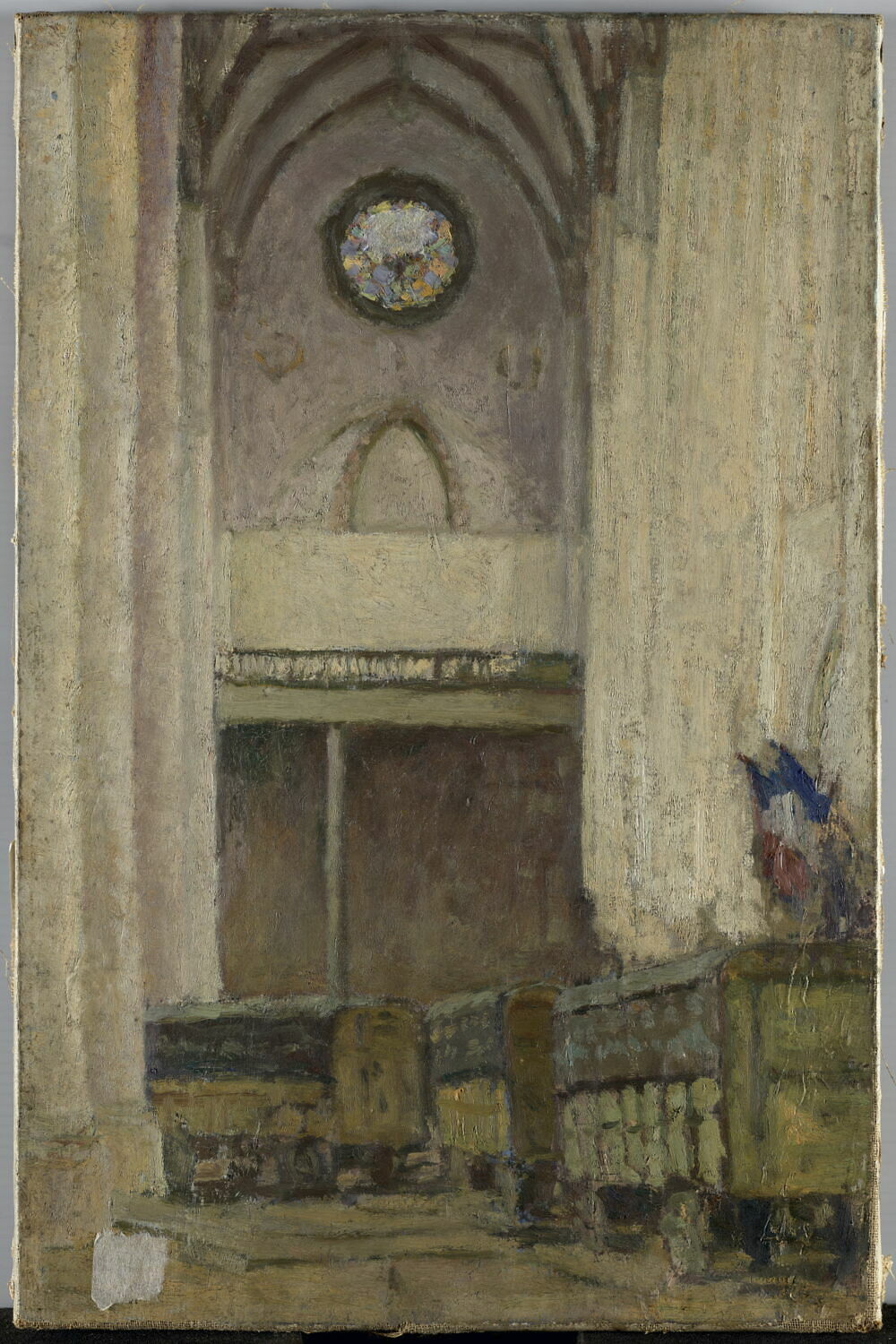
Paul Jamot, Vue intérieure de l’église des Jacobins de Toulouse, avec les voitures contenant les tableaux évacués du Louvre, 1918, musée du Louvre

## Paul Jamot, écrivain

### Production littéraire
Paul Jamot, historien de l'art et conservateur au musée du Louvre, est reconnu pour ses nombreuses publications sur l'histoire de l'art. Il a écrit plusieurs monographies et biographies d'artistes, ainsi que des essais sur la peinture. Outre ses travaux dans le domaine de l'histoire de l'art, il s'est également illustré en tant que poète, publiant un recueil de poésie.
Par un décret du 2 décembre 1932, il a été élu membre libre de l’Académie des Inscriptions et Belles-Lettres, en reconnaissance de sa contribution au domaine des lettres et des sciences humaines. Il reçoit son épée d'académicien le 30 octobre 1933 au musée du Louvre.

#### Publications d'histoire de l'art

##### Monographies, essais et biographies d'artistes

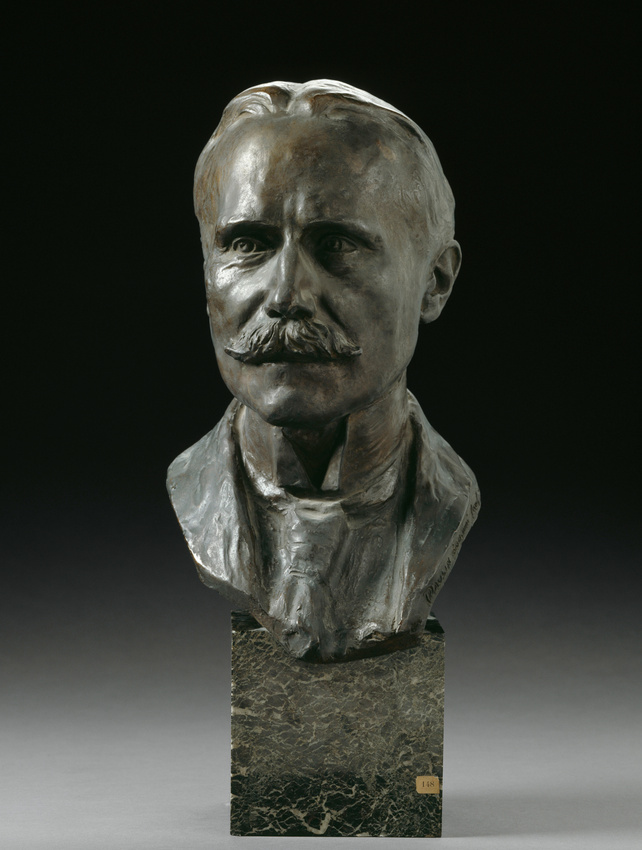
Paul Paulin, Buste en bronze de Paul Jamot, musée d'Orsay

Paul Jamot, critique d'art et écrivain, a marqué la scène littéraire et artistique du début du XXe siècle par ses multiples contributions au monde de l'art. À la fois auteur, historien de l'art et conférencier, il a rédigé de nombreuses études, monographies et essais sur des artistes et des mouvements majeurs de l’histoire de l’art. Son œuvre couvre un large éventail de périodes et de genres, avec des ouvrages dédiés à des peintres comme Manet, Corot, Rubens, ou encore Cézanne, dans lesquels il analyse et met en valeur leur travail.
Dès ses premières publications, telles que L’Athéna Lemnia de Phidias (1895) et Le Trésor de l'Art chrétien (1927), Jamot se distingue par son expertise et son approche méthodique de l'art antique, médiéval et moderne. Il s’est également intéressé à des figures importantes de l'art français du XIXe siècle, notamment dans des ouvrages comme Degas (1924), Eugène Delacroix (1928), ou encore Les frères Le Nain (1929), mettant en lumière leur influence sur l'évolution artistique. Par ailleurs, sa recherche sur des thèmes historiques et la peinture en Europe se reflète dans des titres comme La Peinture en Espagne (1938) ou La Peinture en Angleterre (1938).
Jamot a également contribué à des expositions, comme celle de la sculpture française (1932), et a publié des catalogues d'exposition, dont Pastels, aquarelles et dessins de paysagistes français au XIXe siècle (1934), et a fait des conférences sur des sujets variés, allant de la peinture à l'architecture. L’ensemble de son œuvre témoigne d’une profonde passion pour l'art et d’un engagement à diffuser une connaissance précise et érudite de l’histoire de l’art français et européen.
Il collabore également avec des historiens de l'art étrangers, par exemple Georges Wildenstein pour l'ouvrage Five centuries of history, mirrored in five centuries of French art, fruit d'une exposition présentée à New York en 1939. Cette collaboration accueille également les textes d'autres historiens que sont Louis Bréhier, Louis Hautecœur, Louis Gillet et Henri Focillon.
Après sa mort, l'œuvre de Paul Jamot a continué à nourrir la réflexion sur l'art et la peinture grâce à plusieurs publications posthumes, qui ont permis de maintenir et d'approfondir son influence. Parmi ces textes, Carpeaux (2014) offre une réédition de ses travaux précédents sur ce sculpteur, enrichissant ainsi la connaissance de l'artiste et de ses œuvres. Connaissance de Poussin (1948) reflète sa profonde admiration pour le maître du XVIIe siècle, avec une analyse détaillée et précise de son art. Dans la même veine, l'édition de Georges de La Tour (1948), présentée avec un avant-propos et des notes par Thérèse Bertin-Mourot, continue de faire découvrir l'importance de ce peintre français.
L'ouvrage Préludes et allégories (1945), comprenant des peintures de l’auteur et des écrits sur sa vision de l’art et de la vie, témoigne de la diversité de ses réflexions philosophiques et artistiques. De même, Maurice Denis (1945) et Émile Bernard, 1868-1941 (1943) apportent des perspectives précieuses sur ces artistes, leur contexte et leur œuvre. Enfin, l'édition de Georges de La Tour (nouvelle édition en 1948) continue d'affirmer la qualité et la pertinence des recherches menées par Jamot sur ce peintre, donnant une approche plus nuancée et enrichie des aspects techniques et historiques de son travail.
Ces publications posthumes, souvent enrichies par des contributions et des notes de collaborateurs, continuent de souligner la vision encyclopédique et l'érudition de Paul Jamot, tout en contribuant à la mise en lumière d’artistes moins connus du grand public, mais essentiels à l’histoire de l’art.

###### Liste des écrits sur l'art
- Paul Jamot, L'Athéna Lemnia de Phidias, réponse à M.Furtwaengler, 1895, Paris, E.Leroux

- Paul Jamot, Carpeaux peintre et graveur, 1908, Paris, Gazette des Beaux-Arts

- Paul Jamot, La "Vénus Marine" de Chassériau", 1920, Paris, rue du Mont-Thabor
- Paul Jamot, Degas, 1924, Paris, Edition de la Gazette des beaux-arts
- Paul Jamot, Nouvelles études sur Nicolas Poussin, à propos de l'exposition du Petit Palais, 1925, Paris, Gazette des Beaux-Arts
- Paul Jamot, Les frères Perret et la Basilique sainte Jeanne d'Arc, 1926, Paris, L'Art vivant
- Paul Jamot, Eugène Delacroix. Conférence faite au grand amphithéâtre de la Sorbonne, 1928, Paris, H. Laurens

- Paul Jamot, Théodore Chassériau, 1933, Paris, Les Beaux arts
- Paul Jamot, La peinture en France, 1934, Paris, Editions d'histoire de l'art, Librairie Plon
- Paul Jamot, Semitae maris, poèmes, 1937, R.Helleu
- Paul Jamot, La peinture en Angleterre, 1938, Paris, Plon
- Paul Jamot, La peinture en Espagne, 1938, Paris, Plon
- Paul Jamot et al., Aspects de la France, 1938, Paris, Impression de Georges Lang

##### Préfaces
Paul Jamot, en sa qualité d'historien de l'art, a préfacé un nombre important de catalogues d'exposition et divers ouvrages sur l'histoire de l'art, tels des catalogues de vente aux enchères, comme pour celle de la collection du duc de Trévise. Sa maîtrise parfaite du français et son érudition ont fait de lui un habitué de l'exercice, recommandé et appelé par de nombreux commissaires d'exposition, celles de Charles Sterling présentées au Musée de l'Orangerie.

###### Liste des préfaces
- Exposition Louis Le Nain (1593-1648) et Mathieu Le Nain (1607-1677), 15 au 30 janvier 1923, Paris, Galerie Louis Sambon
- Centenaire du Romantisme, Eugène Delacroix, Catalogue d'exposition, 1930, Paris, Musée du Louvre
- Claude Monet, exposition rétrospective, Catalogue d'exposition, 1931, Paris, Musée de l'Orangerie
- Degas, portraitiste sculpteur, Catalogue par Paul Vitry, 1931, Paris, Musée de l'Orangerie
- Manet (1832-1883), Catalogue par Charles Sterling, préface de Paul Valéry et introduction de Paul Jamot, 1932, Paris, Musée de l'Orangerie
- Renoir 1841-1919, Catalogue par Charles Sterling, 1933, Paris, Musée de l'Orangerie
- Le Nain : peintures, dessins, Catalogue par Germaine Barnaud, 1934, Paris, Petit Palais
- Hubert Robert, Catalogue par Charles Sterling et Jean Vergnet-Ruiz, préface de Pierre de Nolhac, introduction de Louis Hautecoeur, lettre de Paul Jamot, 1933, Paris, Musée de l'Orangerie
- La Passion du Christ dans l'art français, Catalogue sous la direction de Jules Roussel, 1934, Paris, Musée de sculpture comparée du Trocadéro, Sainte-Chapelle
- Daumier, peintures, aquarelles, dessins, Catalogue par Charles Sterling, 1934, Paris, Musée de l'Orangerie
- Les Peintres de la réalité en France au XVIIe siècle, Catalogue par Charles Sterling, 1934, Paris, Musée de l'Orangerie
- De Van Eyck à Bruegel, Catalogue par Jacques Dupont et Mme Bouchot-Saupique, 1935, Paris, Musée de l'Orangerie
- L'art italien de Cimabue à Tiepolo, Catalogue par et sous la direction de Seymour de Ricci, avant-propos par George Huisman, préambule par Paul Valéry, préfaces par Ugo Ojetti et Paul Jamot, itinéraire par Raymond Escholier, mai-juillet 1935, Paris, Petit Palais
- Portraits et figures de femmes : pastels et dessins, Catalogue par Jean Vergnet-Ruiz, août-octobre 1935, Paris, Musée de l'Orangerie des Tuileries
- Corot, Catalogue par Marie Delaroche-Vernet, 1936, Paris, Musée des Beaux-Arts de Lyon
- Cézanne, Catalogue par Charles Sterling, 1936, Paris, Musée national de l'Orangerie
- Rubens et son temps, Catalogue par Charles Sterling, 1936, Paris, Musée national de l'Orangerie
- Degas, Catalogue par Jacqueline Bouchot-Saupique et Marie Delaroche-Vernet, 1937, Paris, Musée national de l'Orangerie
- Collection du duc de Trévise, Catalogue des tableaux et dessins du XIXe siècle, 1938, vente à Drouot
- Exposition des trésors de Reims, Pierre Verlet, Maurice Sérullaz et. al., 1938, Paris, Musée national de l'Orangerie
- Antoine Watteau, L'Embarquement pour Cythère du Musée du Louvre, photographies de Sougez, 1938, Bruxelles, Éditions de la Connaissance ; Paris, Édition d'histoire et d'art

##### Articles de presse
En parallèle de ses publications scientifiques et personnelles, Paul Jamot est régulièrement sollicité pour rédiger des articles dans la Gazette des beaux-arts, où il se distingue par ses analyses d'œuvres, en particulier celles des collections du musée du Louvre, où il exerce ses fonctions. Il collabore également à la Revue de l'art, signant plusieurs articles consacrés à des sujets liés à l'histoire de l'art. Ses publications au sein de ces revues portent majoritairement sur l'art français.
Jamot roue également un rôle essentiel dans la diffusion du savoir archéologique. Entre 1894 et 1919, il est secrétaire de publication des Monuments de la Fondation Eugène Piot, recueil fondé par Georges Perrot. Il participe également à la Revue des études grecques, dont il devient président en 1934. Ses contributions ne se limitent pas à l'archéologique grecque, et il s'intéresse également aux civilisations orientales, en participant à plusieurs études sur la céramique antique, notamment aux côtés d'Edmond Pottier.

#### Œuvres de fiction
En 1929, Paul Jamot, catholique pratiquant, publie un recueil de poèmes intitulé Una, dédié à la mémoire de sa femme décédée prématurément. Le frontispice de l'ouvrage est signé par Maurice Denis, ami proche de Jamot, qui a également conçu la sépulture de la défunte. Il représente la résurrection d'une femme face à la vue d'un ange.

##### Liste des œuvres de fiction
- Paul Jamot, En Grèce avec Charalambos Eugénidis, 1914, Paris, H.Floury
- Paul Jamot, Una, 1929, Paris, G.Crès et Cie Éditeurs

### Rôle à l’Académie des inscriptions et belles-lettres

#### Un contexte d’ouverture à l’histoire de l’art
L’Académie des inscriptions et belles-lettres, créée au XVIIe siècle et intégrée à l’Institut de France, regroupe historiquement des érudits travaillant sur l’épigraphie, la numismatique, l’histoire, la philologie et l’archéologie. Au tournant du XXe siècle, l’institution élargit progressivement son champ de compétences de sorte à y intégrer les études liées à l’histoire de l’art. L’arrivée de Paul Jamot au sein de l’Académie des inscriptions et belles-lettres illustre cette évolution. Réputé pour son double profil d’agrégé de lettres classiques et de peintre, mais surtout pour ses travaux de conservation au musée du Louvre, Jamot apparaît comme le candidat idéal pour jeter des ponts entre études classiques, recherche historique et critique d’art.

#### Les modalités de son élection
Paul Jamot est élu à l’Académie des inscriptions et belles-lettres le 2 décembre 1932 comme « membre libre ». Contrairement aux membres ordinaires issus traditionnellement des « sections » (Antiquité, Moyen Âge, etc.), les membres libres sont choisis pour la diversité de leurs compétences et pour leur réputation dans des domaines jugés complémentaires à ceux des autres académiciens.
Les comptes rendus de séance de l’Académie des inscriptions et belles-lettres montrent l’enthousiasme suscité par la candidature de Paul Jamot. Ses pairs y soulignent ses travaux sur l’iconographie, la peinture et son érudition dans le domaine des humanités classiques, le tout renforçant le caractère transdisciplinaire de l’Académie.

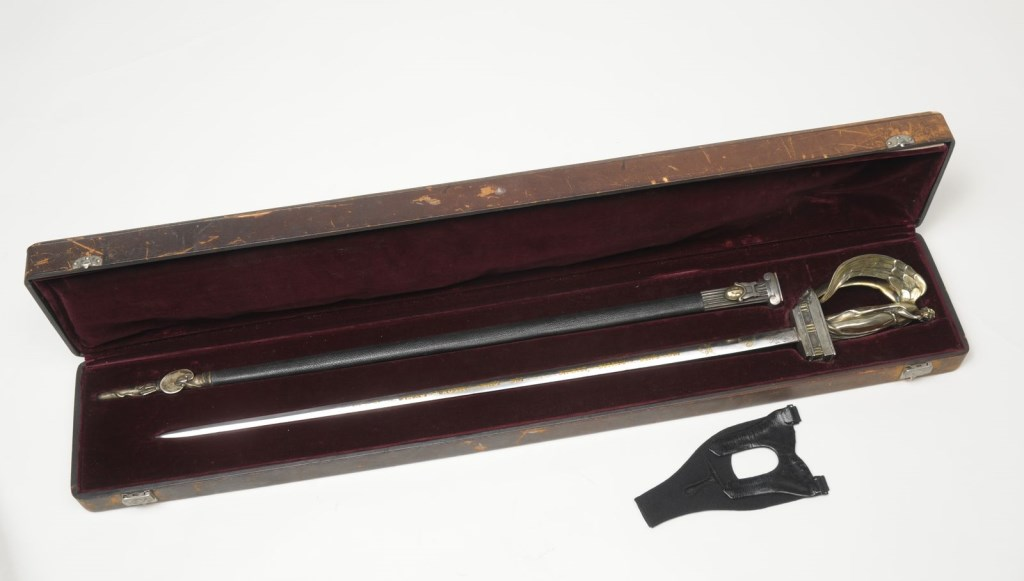
Épée d'académicien de Paul Jamot sculptée par François Bouffez

Paul Jamot propose le nom du sculpteur François Bouffez pour donner vie à son arme d’apparat, devenue objet d’art. Cette pièce singulière, offerte par ses amis puis remise au Louvre le 30 octobre 1933, illustre à merveille l’homme à qui elle appartient et l’éventail de ses passions : Paul Jamot, l’archéologue, l’historien de l’art, le directeur du musée des Beaux-Arts de Reims dans l’entre-deux-guerres, le défenseur de l’esprit français, le collectionneur, l’ami proche des artistes, mais aussi le peintre et le poète.
À l’image de son propriétaire, cette œuvre sert en quelque sorte de portrait : le pommeau de l’épée représente l’Ange au Sourire de la cathédrale de Reims, les ailes déployées, perché sur un piédestal décoré de triglyphes. Gravés sur la lame, les mots « Poussin. Le Nain. Delacroix. Degas. La peinture franç
aise. Auguste Perret. Segonzac. Manet. En Grèce. Préludes. Una. Sacrifice du soir. », ainsi que sa devise « Ce que ayme veoy ce que veoy ayme », témoignent de son univers.
Même le fourreau de l’épée, orné d’une colonne ionique, d’une lyre, d’une palette et de pinceaux, fait écho à la personnalité du nouvel académicien, reflétant à la fois sa passion pour l’Antiquité, son goût pour les arts et son talent multiforme.

#### Des contributions scientifiques adaptées à l’esprit de l’Académie
Une fois élu, Paul Jamot commence d’abord par participer aux séances hebdomadaires de l’Académie, où les membres présentent leurs découvertes, discutent des projets de publication et examinent les candidatures à des missions de recherche. Il s’implique notamment dans la valorisation de la peinture et de la sculpture dans les études classiques. En effet, grâce à ses compétences de conservateur, il attire l’attention sur l’importance des œuvres d’art comme sources historiques au même titre que les textes. Il insiste ainsi sur la nécessité de confronter les témoignages iconographiques (peintures, bas-reliefs, mosaïques antiques ou inspirées de l’Antiquité) aux données philologiques et archéologiques.
Également membre des commissions examinant les projets d’édition de textes antiques ou médiévaux, Paul Jamot apporte sa rigueur méthodologique et son œil d’historien de l’art. Il contribue à faire émerger l’idée que la présentation illustrée et critique des ouvrages savants peut renouveler l’attrait du grand public pour l’Antiquité et le Moyen Âge.

##### La diffusion de la recherche
Au sein de l'Académie des inscriptions et belles-lettres, Paul Jamot milite pour un meilleur dialogue entre musées et institutions académiques, estimant que l’accès direct aux collections (dessins, manuscrits, sculptures) est essentiel pour former la nouvelle génération de chercheurs. Il encourage également les académiciens à publier dans des revues de référence et à collaborer avec des périodiques d’histoire de l’art, comme la Gazette des beaux-arts ou les bulletins spécialisés des musées nationaux.

##### Un pont entre philologie, archéologie et histoire de l’art
L’une des grandes forces de Paul Jamot est d’avoir toujours appréhendé l’histoire de l’art comme une discipline s’appuyant sur plusieurs piliers : la philologie pour comprendre les textes et les écrits critiques, l’archéologie pour saisir le contexte historique et matériel, et la muséographie pour assurer la préservation et la mise en valeur des objets.
Il présente, au cours des séances de l’Académie, des communications soulignant, par exemple, l’influence de thèmes antiques (mythologiques ou historiques) sur la peinture du XIXe siècle. Il y étudie l’iconographie, la composition et la réception critique de grandes toiles, montrant ainsi comment l’érudition classique se prolonge dans la création artistique moderne. Ses interventions sont appréciées pour leur méthode rigoureuse, alliant rigueur philologique et analyse stylistique. Les membres de l'Académie des inscriptions et belles-lettres y voient un enrichissement de leurs propres perspectives sur la transmission des références antiques dans la culture visuelle contemporaine.

#### L’influence de Paul Jamot sur la politique scientifique de l’Académie des inscriptions et belles-lettres

##### Vers une coopération accrue avec les musées
Au début des années 1930, la politique de l'Académie des inscriptions et belles-lettres se concentre entre autres sur le soutien à la recherche archéologique (missions en Grèce, en Égypte, au Proche-Orient), mais aussi sur la publication de grands corpus d’inscriptions ou de documents historiques. Paul Jamot contribue à élargir ce programme. Sous son impulsion, l’Académie propose un échange plus soutenu avec les musées nationaux pour des expositions temporaires à fort contenu scientifique, associant historiens, archéologues et historiens de l’art. Il plaide également pour une documentation visuelle systématique des œuvres d’art, essentielle selon lui à toute étude sérieuse des iconographies antiques ou de leur postérité.

##### Modernisation des supports de recherche
Paul Jamot comprend très tôt que la recherche académique gagne à être présentée de façon pédagogique et attrayante. Il soutient l’idée, au sein de l'Académie des inscriptions et belles-lettres, de rendre les publications savantes plus accessibles grâce à l’ajout d’iconographies, de cartes et de relevés de sculptures ou de monuments. Il prône en outre l’utilisation de la photographie pour restituer au lecteur la matérialité des objets, que ce soit un bas-relief antique ou un tableau du XIXe siècle qui reprend un motif mythologique.

#### Dernières années et postérité au sein de l’Académie
Paul Jamot reste un membre actif de l’Académie jusqu’à son décès, survenu le 13 décembre 1939. Malgré le contexte troublé de l’époque, il continue de participer aux séances et aux discussions savantes.
Lors d’une séance spéciale en novembre 1939, l'Académie des inscriptions et belles-lettres rend un hommage solennel à Paul Jamot. Dans son éloge, le critique et historien de l’art Louis Gillet souligne l’originalité du parcours de Jamot, « où se conjuguent la précision de l’helléniste et l’intuition du peintre ».

## Paul Jamot, collectionneur

### Constitution et promotion de sa collection
L'érudit rémois, en plus de ses diverses activités, est reconnu comme un habile collectionneur. Ses contemporains reconnaissent déjà l'importance de sa collection, caractérisée par sa finesse et son éclectisme,,,,.
Le noyau de sa collection est fondé sur celle héritée de son père, collectionneur avant lui. Le ton de cette pratique lui a aussi été insufflé par son oncle, fervent amateur de Corot, qui légua une partie de sa collection au musée de Reims, offrant à son neveu un exemple supplémentaire auquel se référer. Cet héritage culturel imprègne la collection de Paul Jamot, qui, au gré de ses finances acquiert des œuvres avec l'objectif d'en destiner la plupart aux musées. La collection, c'est l'homme : le goût du collectionneur s'y révèle, sa sensibilité en émane. On y retrouve l'héritage familial avec des peintres de l'école de Barbizon, les artistes classiques que Paul Jamot défendit toute sa vie et contribua à faire connaître, ainsi que la collection contemporaine de ses amis,,,,.
Très attaché à sa collection, qu'il n'a cessé de mettre en valeur au gré de ses publications, Paul Jamot vivait entouré d'elle. Sa bibliothèque témoignait de sa sensibilité pour l'art tout comme sa décoration mêlant peintures, sculptures et objets d'arts,,,.
Au fil de sa collection, Paul Jamot acquiert des œuvres aux enchères avec pour objectif, très tôt, d'en faire don à des institutions muséales. Conscient des lacunes et de l'évolution du goût, il s'attache à réhabiliter l’œuvre de certains artistes, visant à faire renouer ses contemporains avec le goût du XVIIe siècle et celui des modernes, devenant l'un des artisans du changement du goût au début du XXe siècle. Collectionneur doté du talent de peintre, il se distingue par sa capacité à aller au-delà de la signature et érige certains artistes en figures majeures. Sa sensibilité guide ses acquisitions, souvent motivées par une attention technique propre aux artistes. Cette même sensibilité l'amène à valoriser des peintres plus modestes, contribuant à leur reconnaissance,,,.

Son ami Maurice Denis disait à propos de la collection de Paul Jamot : « Elle est l'image ressemblante de son intelligence et de son cœur » Ses goûts, en avance sur la mode officielle, traversent les siècles et échappent à tout classement rigide. Lorsqu'il évoque sa collection, Paul Jamot le fait avec subtilité, laissant à son invité le soin de s'y intéresser. Émanation de son esprit, sa collection apparaît alors comme une contribution à la progression de l'histoire des arts,.

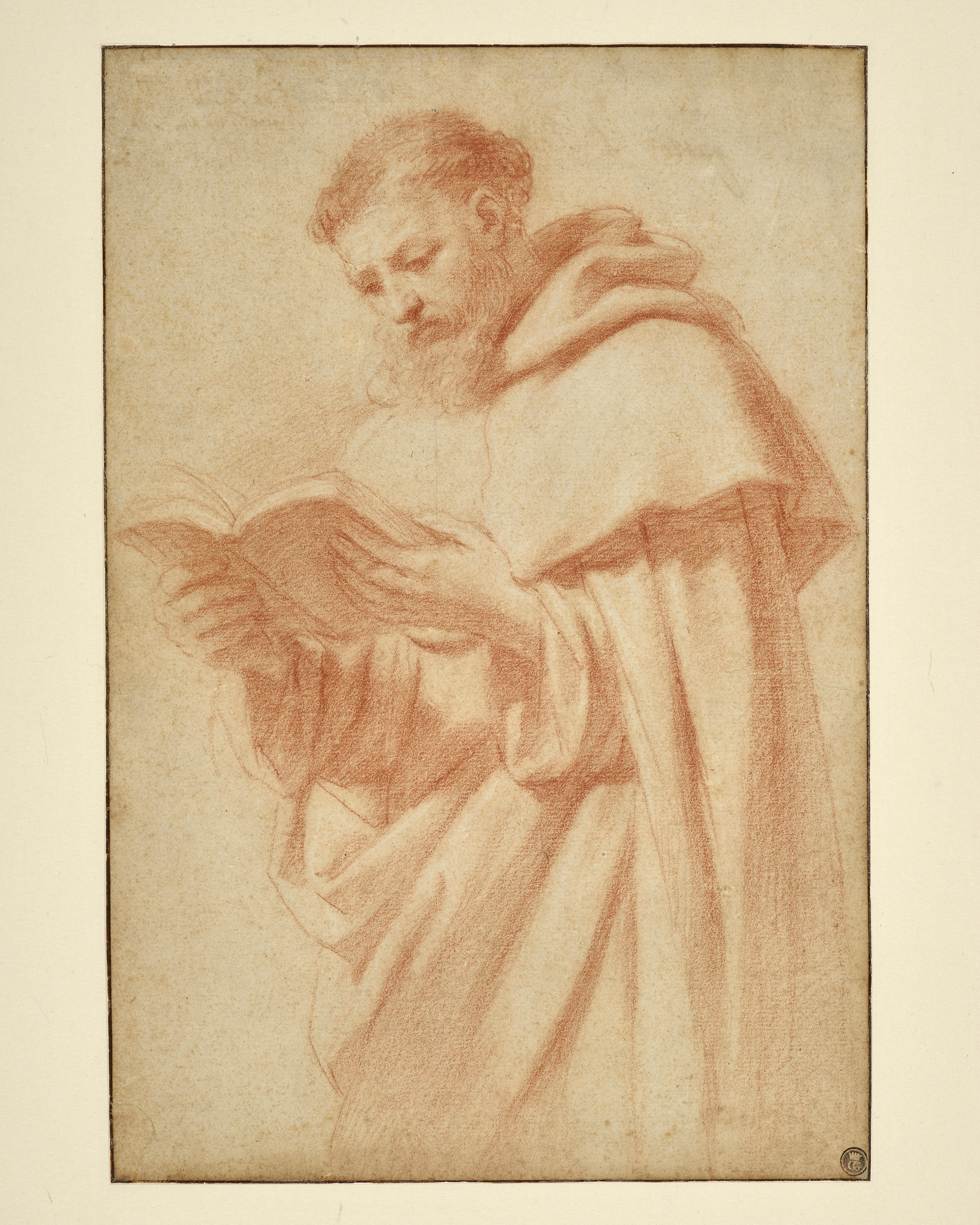
Le Guerchin, Moine lisant, XVIIe siècle, musée des Beaux-Arts de Reims
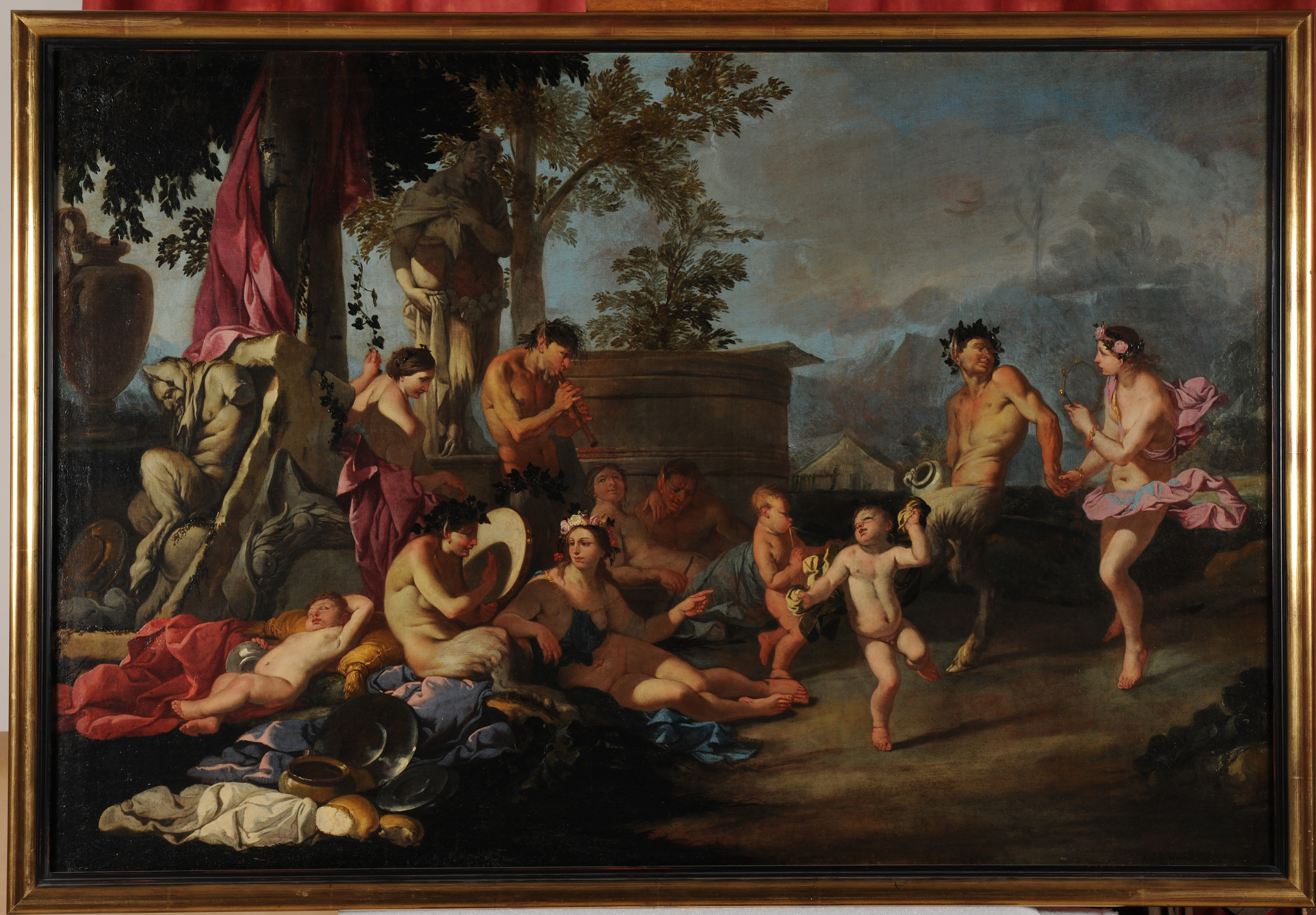
Giulio Carpioni, Bacchanale, après 1638, musée des Beaux-Arts de Reims
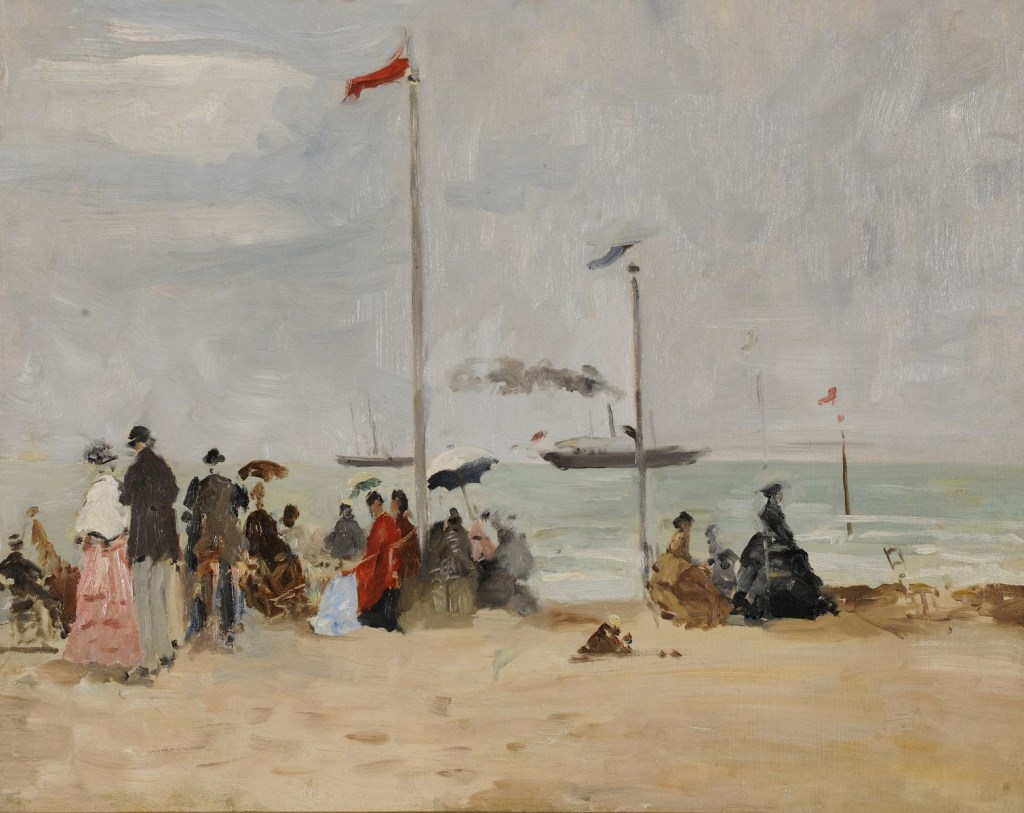
Eugène Boudin, Sur la plage de Trouville, 2e moitié XIXe siècle, musée des Beaux-Arts de Reims
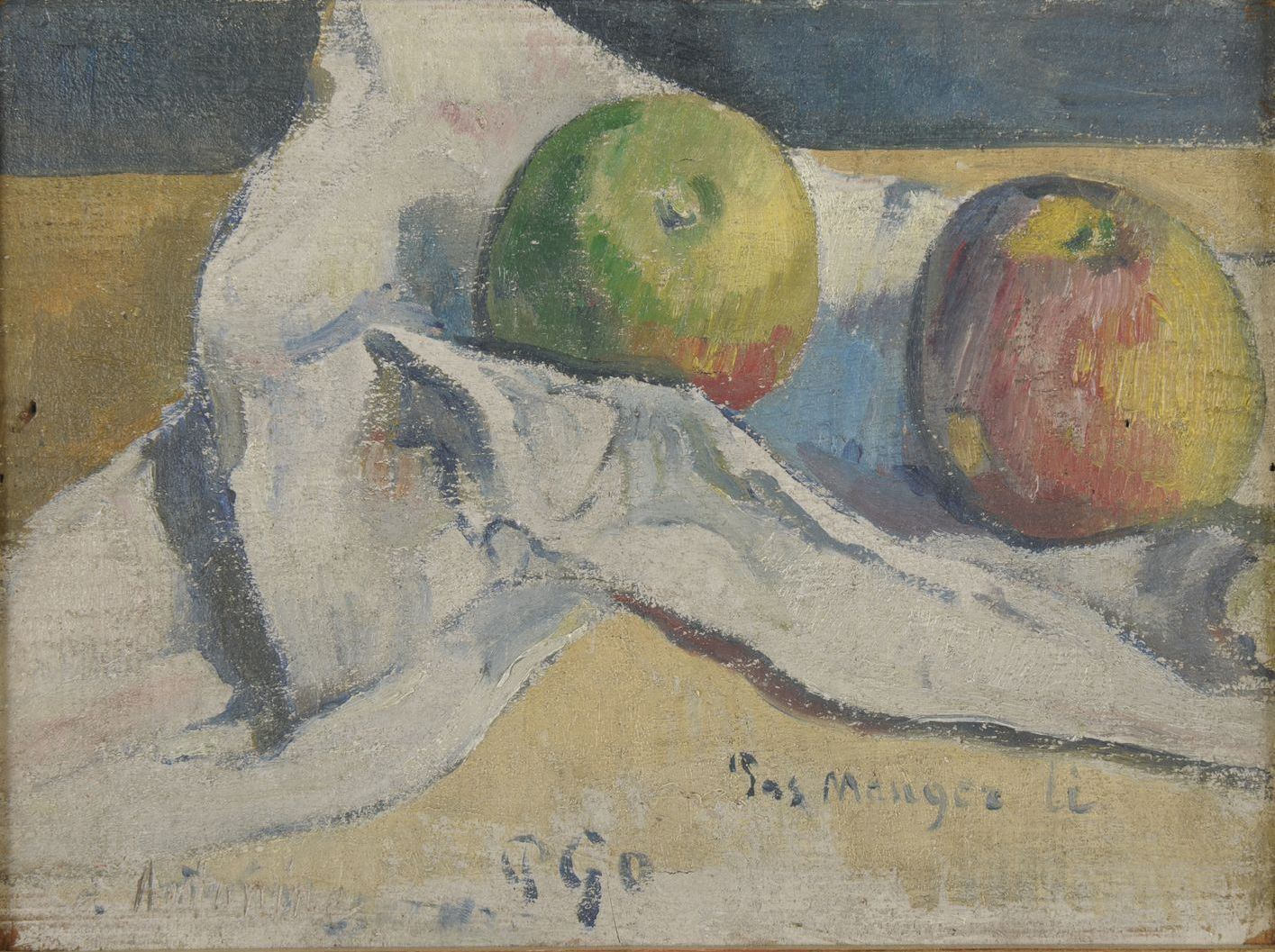
Paul Gauguin, Nature morte aux pommes, 1891-1904, musée des Beaux-Arts de Reims

### Composition de la collection
La collection de Paul Jamot est étroitement liée aux recherches qu'il mène en tant qu'historien de l'art et conservateur, dans lesquelles il observe les insuffisances de certaines institutions et s'efforce d'y remédier. Celle-ci est composée d'un grand nombre d'antiquités, verreries, argenteries, sculptures et peintures qu'il documente au gré de ses recherches. Son choix de peintures, dont la provenance est davantage sourcée, témoigne du soin qu'il porte à la réhabilitation des pans moins étudiés de l'histoire de l'art, qu'il s'emploie à défendre. On y retrouve des primitifs italiens et français qu'une Messe de Saint Grégoire d'un anonyme, datée de 1438 qu'il lègue en 1941 au Louvre. De nombreuses écoles françaises, flamandes et italiennes du XVIIe siècle sont également représentées. Parmi elles figurent des œuvres attribuées à Nicolas Poussin mais dont l'attribution fut parfois contestée, à l'image d'un Achille à Scyros reconnu par Ulysse rattaché à l’entourage de Charles Alfonse Dufresnoy. Paul Jamot s'intéresse également aux frères Le Nain à qui il attribue de nombreuses études. En 1923, il fait l'achat de La Famille heureuse qu'il lègue au Louvre à son décès,,. Chez certains des artistes qu'il collectionne, Paul Jamot voit l'héritage d'une tradition picturale française, le menant à acquérir des œuvres d'artistes modernes.Les œuvres héritées de sa famille constituent le socle de la collection moderne de Paul Jamot. On y trouve plusieurs peintures de Camille Corot, qu'il qualifie de « génie modeste » et qu'il considérait comme le digne héritier de Poussin. Sa collection inclut également des œuvres de Antoine Chintreuil, Jean-François Millet, Théodore Chassériau, Antoine-Louis Barye et de nombreux artistes de l'école de Barbizon. Paul Jamot collectionne la perfection mais aussi l'originalité ; dans ces artistes, il reconnaît la grandeur technique des maîtres anciens,,,. Loin de classifier les artistes et les siècles, la diversité des courants contemporains représentés témoigne de l'intérêt de Paul Jamot pour la sensibilité des artistes qu'il collectionne, plutôt que pour le goût général. Sur ses murs, on trouve Gauguin, Renoir, Degas ou encore Redon aux côtés d'Isabey, Wattier, Lépine ou Dulac. Éloigné de tout esprit mercantile, la collection de Paul Jamot s'articule autour d'un hommage à la peinture française,,.
Sa sensibilité ne manque pas de donner le ton à des pans moins connus de l'art des artistes qu'il collectionne. On y retrouve un bas relief d'Henry Cros, un rare dessin de Seurat représentant une nourrice assise tenant son poupon, réalisé en technique libre, loin du goût et de l'attrait des contemporains pour l'artiste. Il possède un tableau de Carpeaux, un portait de jeunesse de Millet, ainsi que des nombreuses huiles, gouaches et aquarelles de Ravier, dont il a contribué à faire la renommée. Dans sa collection, Paul Jamot accorde une place aux artistes de son époque, dont les œuvres expriment à ses yeux un talent remarquable, tel que René Piot, Cottet, Laprade, Émile Bernard, sans oublier son ami Maurice Denis,. La complétude de sa collection passe par l'apport d’œuvres d'artistes de la dernière école française de peinture qu'il collectionne, tels que Segonzac, à la reconnaissance duquel il participe, mais aussi Vlaminck ou Dufy. Il semble que, bien qu'il ne l’ignore pas, Paul Jamot n'accorde pas de place à l'abstractionnisme dans sa collection.

### Transmission de la collection
Paul Jamot légua à la Ville de Reims ainsi qu’aux musées du Louvre, du Luxembourg et Carnavalet une riche collection de tableaux (représentée par Corot, Carpeaux, Courbet, Delacroix, Maurice Denis, Forain, Ingres, Picasso, Renoir, etc.) et d’objets de valeur.
Une sorte d'esprit français semble se dégager de sa collection, qu'il a formé et qu'il destine très tôt aux institutions. En cette première moitié de 
XXe siècle, trop peu de crédits sont alloués aux institutions pour leurs acquisitions. Toutefois, celles ci ont pu compter sur une recrudescence de dons et de legs, venant renforcer les musées,. Affaiblis par les deux guerres mondiales et la disparition de grands collectionneurs, les dons et legs vont être considérés comme un effort patriotique permettant de renforcer un socle commun de connaissance. Parmi eux, Paul Jamot, fin connaisseur des collections françaises, a, en tant que conservateur, plus que quiconque su identifier les faiblesses à combler dans les collections. Bien qu'il participe à de nombreuses acquisitions, il n'hésite pas à effectuer des dons, au nombre de quatre, tels qu'un Saint Antoine abbé du Maître de l'Observance qu'il donne en 1924 au Louvre, ou encore un Delacroix en Hamlet donné à la Société des amis du Musée Delacroix et affecté aux collections du musée dédié à l'artiste.

Outre les dons, Paul Jamot organise également son legs dans sa succession dès 1914 auprès de Maître René Gastaldi,. Dans un premier temps, sa mère est nommée légataire universelle de sa collection, et leur nue-propriété est léguée aux musées, tandis que l'usufruit est attribué à ses proches. Au décès de sa mère en 1918 Paul Jamot rédige un codicille organisant cet héritage, et sa sœur, Madame Bertin Mourot, en devient légataire universelle,,. Son testament est modifié à plusieurs reprises par d'autres codicilles, dans lesquels Paul Jamot, soucieux de transmission, annote les moyens d'acquisition et les attributions des œuvres, et retire ou ajoute des œuvres. Les œuvres de son testament font, après sa mort, l'objet d'une exposition le 8 avril 1941 au musée de l'Orangerie.

Henri Matisse, Liseuse en robe violette, 1898, musée des beaux-arts de Reims, legs de Paul Jamot en 1939.

Si d'autres institutions font l'objet d'un legs par Paul Jamot – musée du Louvre et musée du Luxembourg –, c'est bien le musée des Beaux-Arts de Reims qui récupèrerait les œuvres qui n'ont pas trouvé leur place dans les collections des musées parisiens. Le musée des Beaux-Arts de Reims, dont Paul Jamot est directeur jusqu'à son dernier souffle, se voit ainsi recevoir un ensemble conséquent de ses œuvres. Les conditions sont telles qu'il n'exige pas au musée rémois de réserver une salle à sa donation, mais désire que l'ensemble des œuvres offertes à l'institution se retrouvent plus ou moins regroupées dans le musée – à l'exception des toiles, sculptures et dessins antérieurs au XIXe siècle. Il demande également à ce que la Tête de Saint-Jean de Van Dyck soit présentée dans le cabinet des Cranach (dessins d'études). Il suggère également des remplacements afin de permettre cette nouvelle organisation possible. Cette condition spécifiée dans le testament succède celle qui concerne les Bijoux Lalique, don particulier de Paul Jamot au musée des Beaux-Arts de Reims. En effet, le collectionneur fait don des bijoux qu'il a fait faire par René Lalique pour sa femme – « diadème au paon, pendentif à l'œillet, broche, bague saphir et œillet, bague turquoise et paon, bague crabe, bague saphir rose, épingle à chapeau, miroir monté en verre » – et qu'il demande à être exposés dans une vitrine portant l'inscription suivante : « Bijoux exécutés pour Madame Paul Jamot par René Lalique. » Cette vitrine doit se trouver dans la salle qui regroupe les œuvres données par le collectionneur et le plus proche du portrait Madame Paul Jamot d'Ernest Laurent (1941). Si cette demande n'est pas exécutée par le musée rémois, c'est simplement parce que Paul Jamot modifie son testament et appose une nouvelle information dans la marge du testament du 7 janvier 1914 : « Supprimé. Madame Jamot de son vivant en ayant disposé ». En ce sens, il revenait à Madame Jamot de décider du devenir de ses bijoux.
Le reste de sa collection a fait l'objet de trois ventes organisées par Étienne Ader en 1943. Lors de la première, réalisée le 10 février 1943, furent vendus : une miniature du XVIe siècle, des tableaux anciens, notamment des écoles italienne et flamande, ainsi que des peintures françaises, dont un Poussin intitulé Vénus épiée par deux satyres, présenté en vente en 2024 une fois de plus par la maison de vente Ader, dont la provenance Jamot était un élément de promotion de l’œuvre. En 1943, on trouvait aussi des œuvres originales de peintres flamands du XVIIe siècle, tels que Molenaer, ainsi que des dessins et aquarelles modernes de Degas, Bonvin et Delacroix, fortement représenté, mais aussi de Denis, Rodin ou encore Vlaminck. Cette vente s'accompagnait de peintures modernes d'Émile Bernard, Corot, Jongkind, Lépine, Ravier, dont les prix témoignaient du succès de ces artistes. On retrouvait également une sculpture de Barye, des objets d'ameublement, tels que des faïences et des porcelaines de Chine et de Delft, de l'argenterie, du mobilier ou encore des tapis,. La seconde vente, en date du 18 février 1943, présentait en première partie un ensemble de graures modernes, dominé par une majorité de gravures de Daumier, ainsi que des gravures anciennes de Mellan, Nanteuil, Rembrandt et bien d'autres. La dernière vente, déroulée les 8 et 9 mars 1943 à l’Hôtel Drouot, proposait les livres de la bibliothèque de ce poète et érudit, comprenant des éditions originales et des tirages modernes.

## Fin de vie

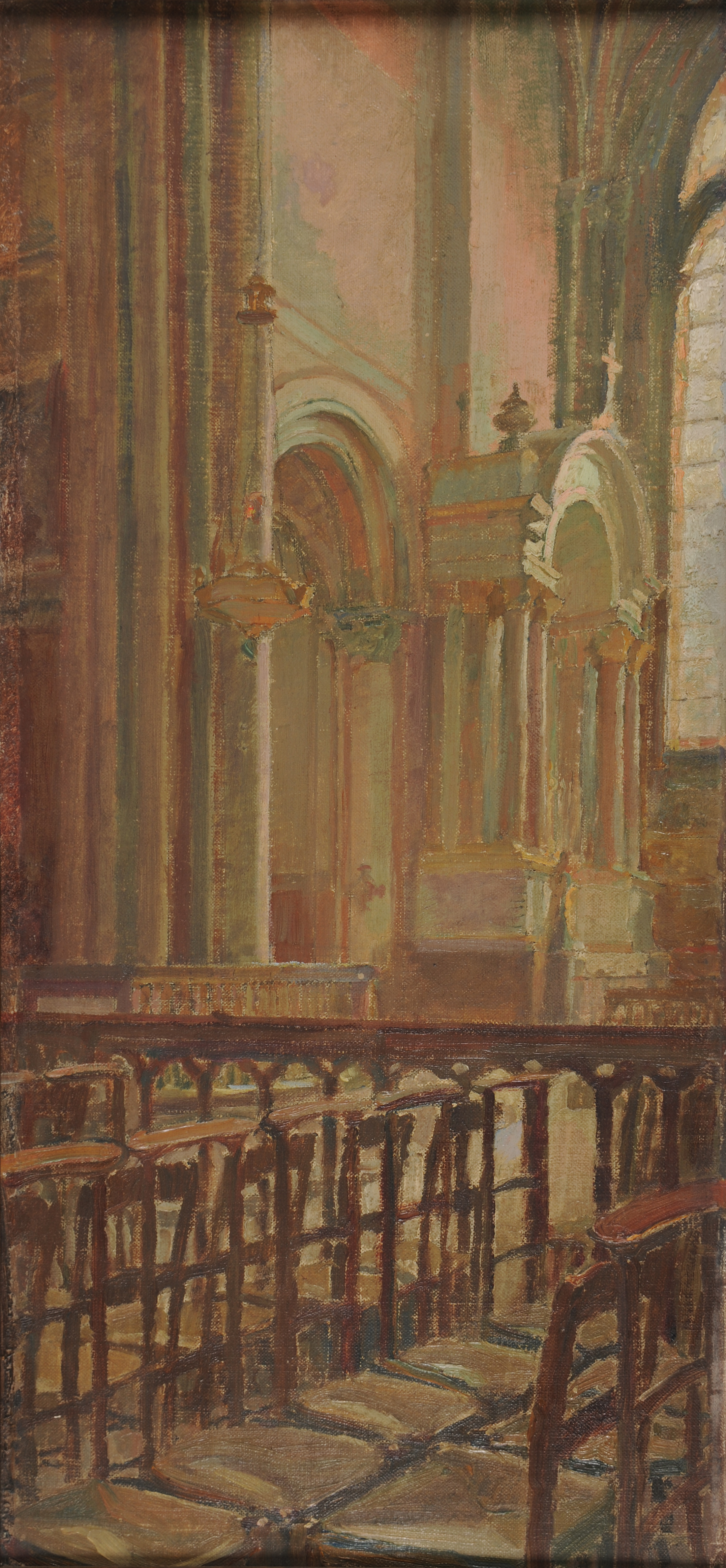
La Chapelle à Saint-Germain-des-Prés peinte par Charles Marie Dulac et léguée par Paul Jamot au musée des beaux-arts de Reims.

### Rapprochement progressif avec l'Église
La Première Guerre mondiale constitue, dans la vie de Paul Jamot, un tournant à plus d'un titre. Outre ses évolutions de carrière, cette période – qui coïncide par ailleurs avec le décès de son épouse – marque le début d’un rapprochement avec la foi chrétienne. Cette dernière n’est pas, pour Paul Jamot, qu’une pratique privée, mais aussi un engagement auprès de plusieurs communautés, telles que les Dominicains ou les Bénédictines, et un moyen de se rapprocher d’artistes au sein de plusieurs sociétés, comme les Amis de Delacroix et les Amis de Chateaubriand.

C’est au sein de la Société de Saint-Jean pour le développement de l'art chrétien que Paul Jamot se montre plus particulièrement actif. Membre de la Société depuis 1922, il en devient le président, aux côtés de Maurice Denis, en 1924. La correspondance entre les deux hommes permet d’en retracer les diverses activités : interventions artistiques et expositions, activités de réflexion, organisation de banquets et de concerts. Les deux peintres appartiennent en outre au comité de rédaction de la Société, dont l’organe officiel est, depuis 1878, L’Art chrétien et qui publie également, à un rythme trimestriel, Notes d’art et d’archéologie,. Dans un numéro paru en 1933, Paul Jamot résume les ambitions de la Société :
C’est assez je pense, indiquer les magnifiques possibilités que les conjonctures de la vie moderne offrent à qui veut ouvrir son art au grand souffle religieux. Mais ces possibilités sont loin, on l’a vu, de rencontrer toujours l’accueil qu’elles méritent auprès de la masse des fidèles et du clergé. Lutter contre la routine et le préjugé, c’est un des objets de la Société de Saint-Jean.
Dans cette mission, Paul Jamot est accompagné, outre Maurice Denis, de peintres comme George Desvallières et d’historiens de l’art comme André Marty.

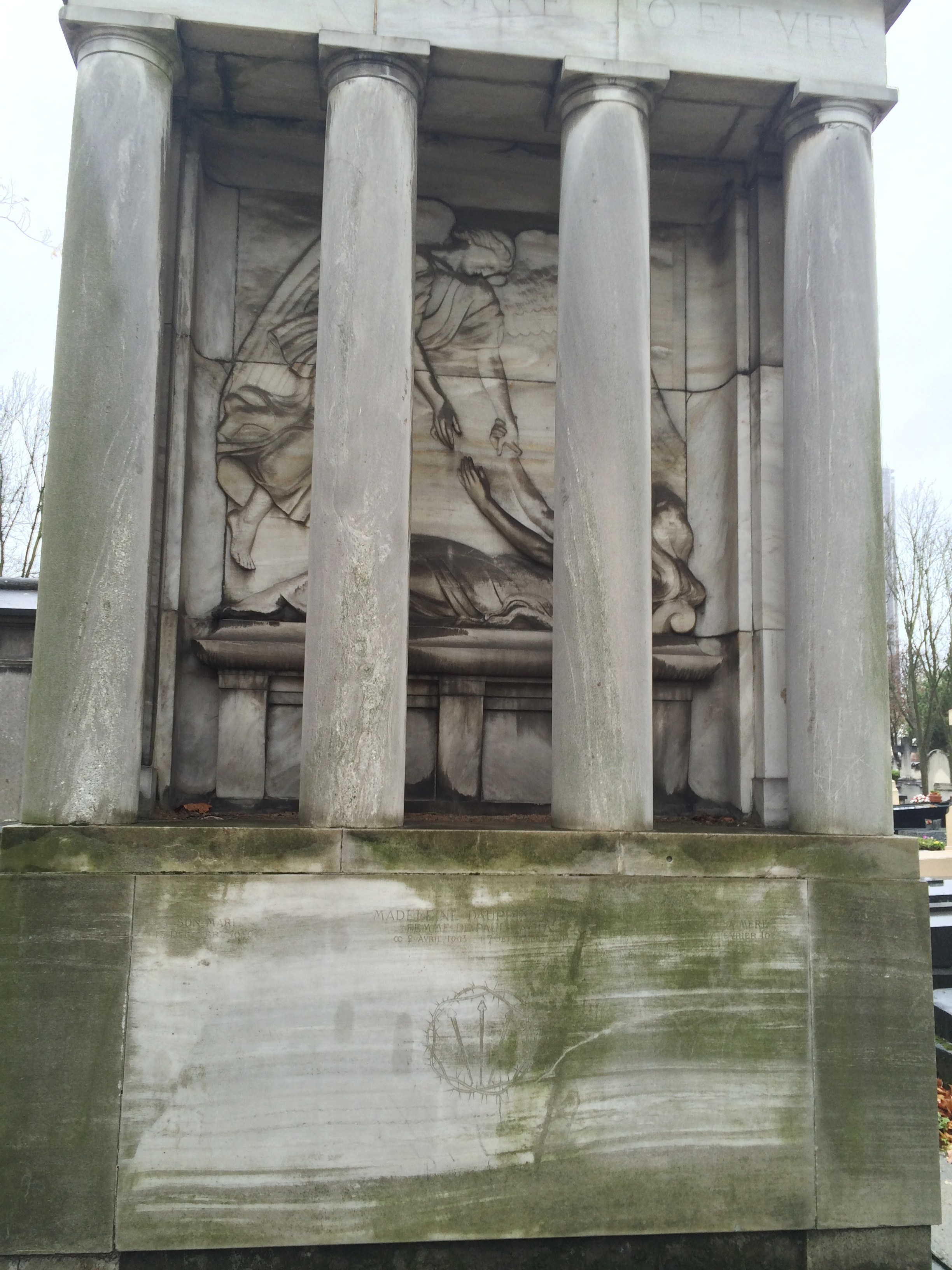
Monument funéraire de Paul Jamot et de son épouse au cimetière du Montparnasse

Conjointement, Paul Jamot publie régulièrement dans la revue Vigile, aux côtés de François Mauriac et de Charles Du Bos, ainsi que dans la revue de la Compagnie de Jésus Études.
Enfin, au-delà de sa production littéraire, Paul Jamot est également actif auprès des Dominicains en tant que prieur de la Fraternité du Saint-Sacrement du Tiers-Ordre de Saint-Dominique au couvent du 222, faubourg Saint-Honoré.

### Décès et inhumation
Paul Jamot prend sa retraite en 1936, mais siège au Conseil des musées jusqu'à la fin de sa vie. Souffrant, il se retire à Villerville dans le Calvados où il meurt le 13 décembre 1939. Il est inhumé à Paris, au cimetière du Montparnasse, dans le même monument funéraire qu’il commanda à Maurice Denis et Auguste Perret pour son épouse Madeleine Dauphin-Dornès. Le 22 décembre, le président de l'Académie des inscriptions et belles-lettres, Mario Roques, prononce son éloge funèbre sous la Coupole de l'Académie.

### Ressources

#### Sources imprimées
- Christiane Aulanier (dir.), Donation Paul Jamot (catalogue d'exposition [Paris, Musée de l'Orangerie, avril-mai 1941]), Paris, Presses d'Aulard, 1941.
- Jean Babelon, « La collection Paul Jamot au musée du Louvre », L’Illustration,‎ 26 avril 1941, p. 436-437.
- Luc Benoist, « La collection Paul Jamot », L’Amour de l’art, vol. 7,‎ 1926, p. 165-177 (lire en ligne ).
- Fêtes et cérémonies des 9 et 10 juillet 1938. Inauguration officielle de la cathédrale de Reims, Reims, Comité d’organisation de l’inauguration de la cathédrale de Reims, 1939.
- Paul Jamot, « Art et religion », Notes d’art et d’archéologie. Revue trimestrielle de la Société de Saint-Jean, vol. 32, no 4,‎ 1933, p. 49-62 (lire en ligne ).
- Paul Jamot, « Église des rois, Reine des églises », L’art sacré, vol. 4, no 31,‎ juillet 1938, p. 169-173 (lire en ligne ).
- Paul Jamot, Maurice Denis, Paris, Éditions d'Histoire et d’Art, 1945.
- Paul Jamot, Sacrifice du soir, Paris, Louis Rouart et fils, 1929.
- « Paul Jamot », dans Annuaire des musées de France, Paris, Direction des musées de France, 1946 (lire en ligne), p. 179-180.
- Robert Rey, « La nouvelle salle des États au musée du Louvre », La Revue de l’art ancien et moderne, vol. 40, no 227,‎ 1921, p. 56-59 (lire en ligne ).
- Mario Roques, « Éloge funèbre de M. Paul Jamot, membre libre de l'Académie », Comptes rendus des séances de l’Académie des Inscriptions et Belles Lettres, vol. 83, no 6,‎ 1939, p. 625-636 (lire en ligne ).